# Nước hoa

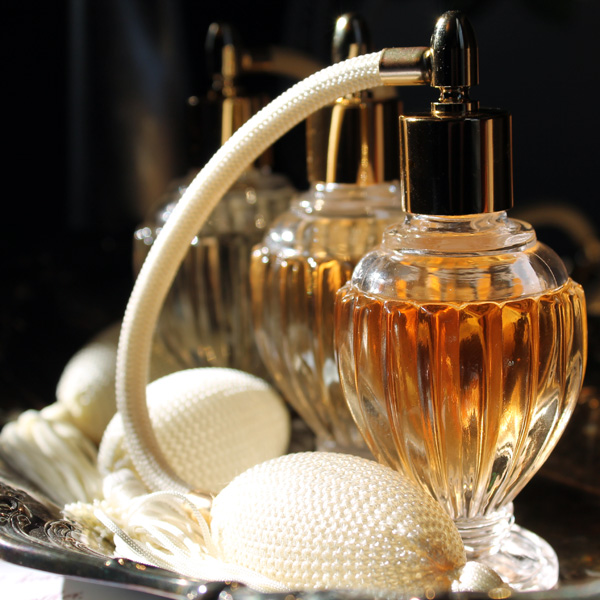
Nước hoa Vintage Atomizer

Nước hoa hay dầu thơm (tiếng Anh: Perfume, tiếng Pháp: parfum) là hỗn hợp của tinh dầu thơm hoặc các hợp chất tạo mùi thơm, chất hãm hương (lưu hương) và dung môi, thường ở dạng lỏng. Sử dụng với mục đích tạo ra mùi thơm cho cơ thể, cảm giác dễ chịu, sự quyến rũ giới tính hay đơn giản chỉ là che giấu một mùi khó chịu nào đó.
Các văn bản cổ và các cuộc khai quật khảo cổ cho thấy việc sử dụng nước hoa trong một số nền văn minh tiền sử. Nước hoa hiện đại bắt đầu vào cuối thế kỷ 19 với sự tổng hợp của các hợp chất tạo mùi thơm thương mại như vanillin hoặc coumarin, cho phép tạo ra nước hoa có mùi mà trước đây không thể đạt được nếu chỉ dùng các chất thơm tự nhiên.

## Lịch sử

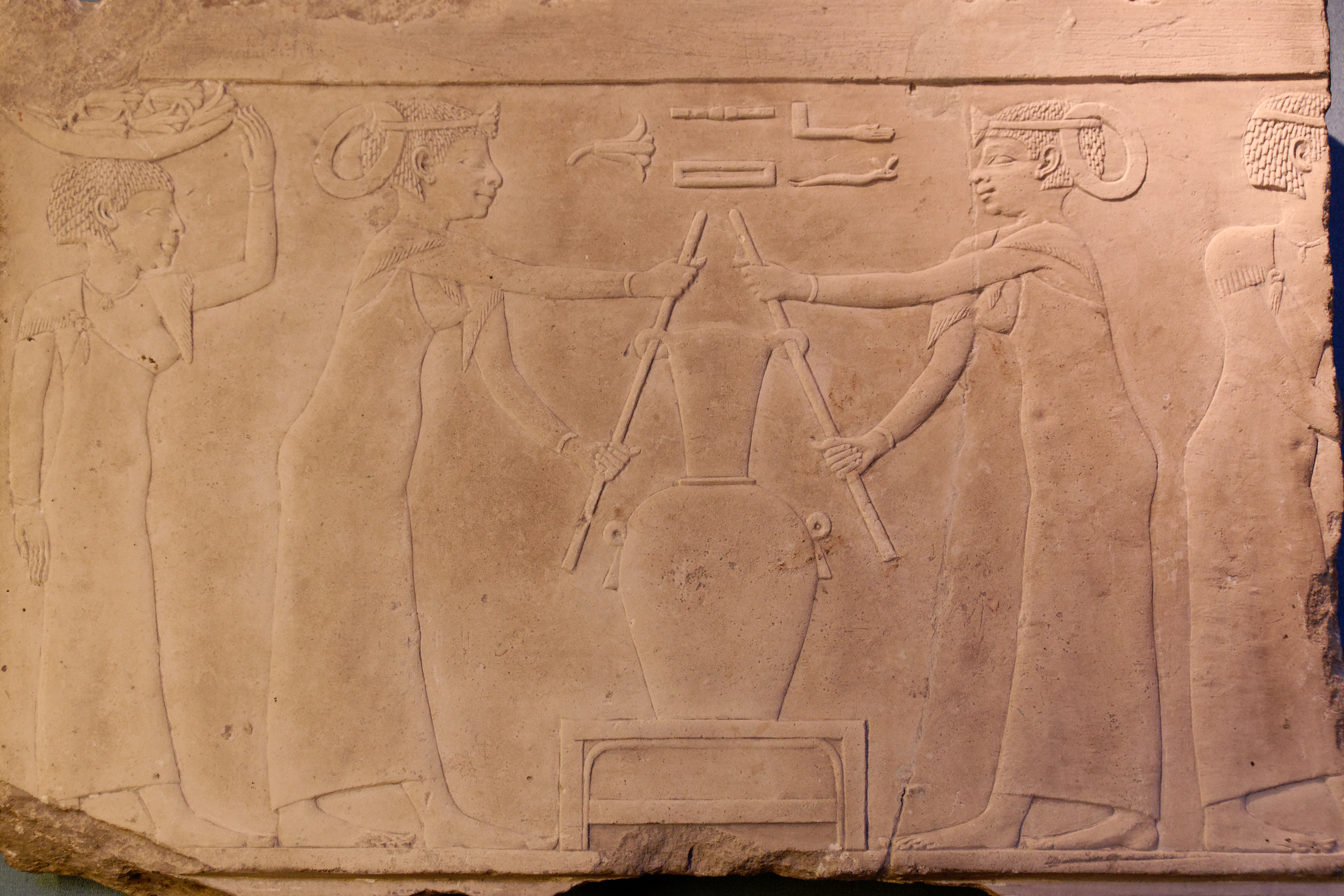
Một cảnh thời Ai Cập cổ đại mô tả việc chuẩn bị nước hoa lily, thế kỷ thứ 4 trước Công nguyên

Từ nước hoa trong tiếng Anh (Perfume) bắt nguồn từ tiếng Latinh perfumare, có nghĩa là "hút qua". Nước hoa cũng như nghệ thuật làm nước hoa bắt nguồn từ vùng Lưỡng Hà, Ai Cập, Văn minh lưu vực sông Ấn cổ đại và có thể cả Trung Quốc cổ đại. Nó được người La Mã và người Ả Rập tinh chỉnh thêm.
Nhà hóa học được ghi nhận đầu tiên trên thế giới được cho là một phụ nữ tên là Tapputi, một nhà sản xuất nước hoa được nhắc đến trong một bảng chữ hình nêm từ thiên niên kỷ thứ 2 trước Công nguyên ở Lưỡng Hà. Cô chưng cất hoa, dầu và cây Thủy xương bồ với các chất thơm khác, sau đó lọc và đặt chúng trở lại trong bình nhiều lần.
Trên tiểu lục địa Ấn Độ, nước hoa và cách làm nước hoa đã tồn tại trong nền văn minh lưu vực sông Ấn (3300 TCN - 1300 TCN).

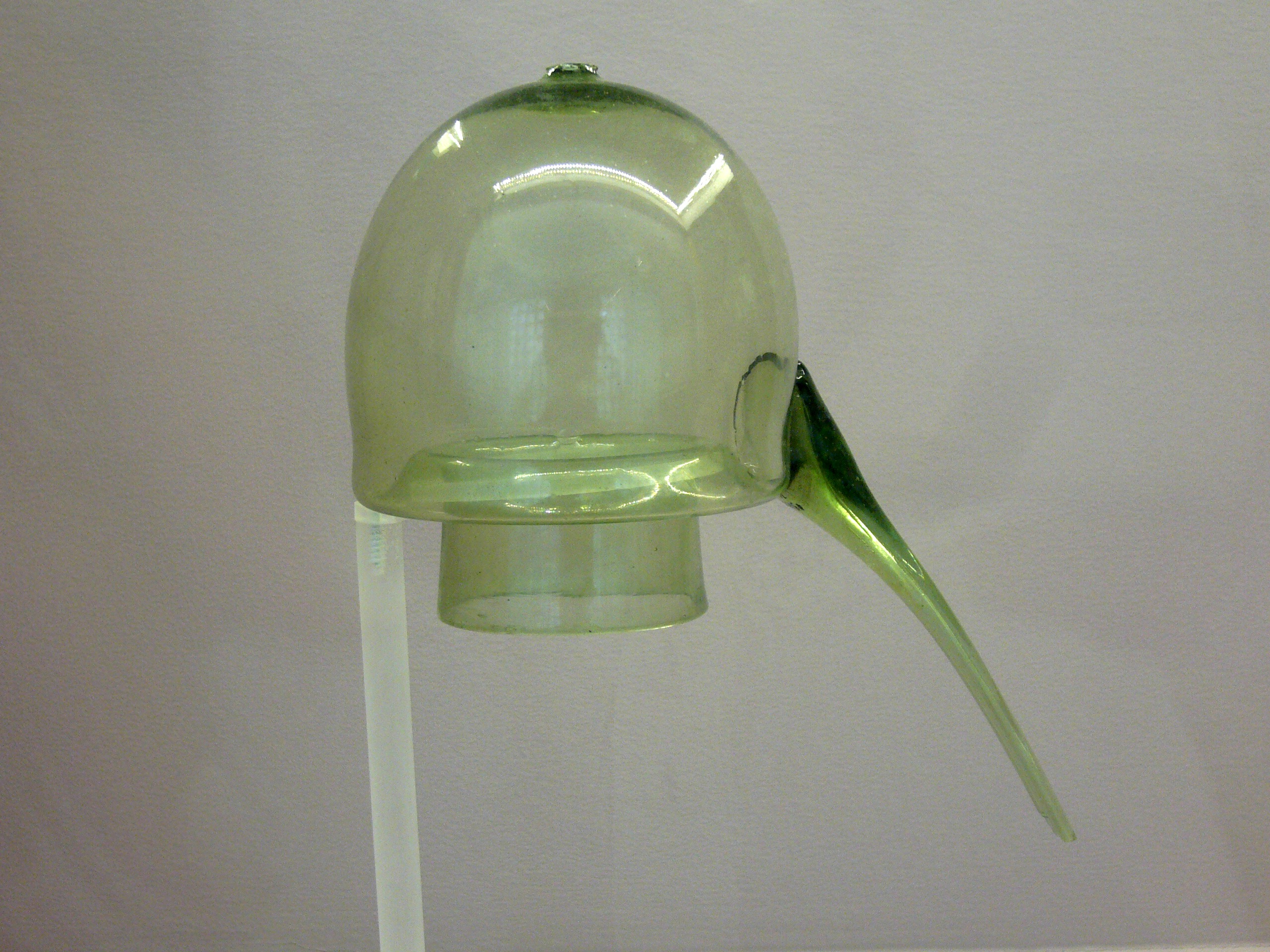
Một nồi cất Byzantine được sử dụng để chưng cất nước hoa

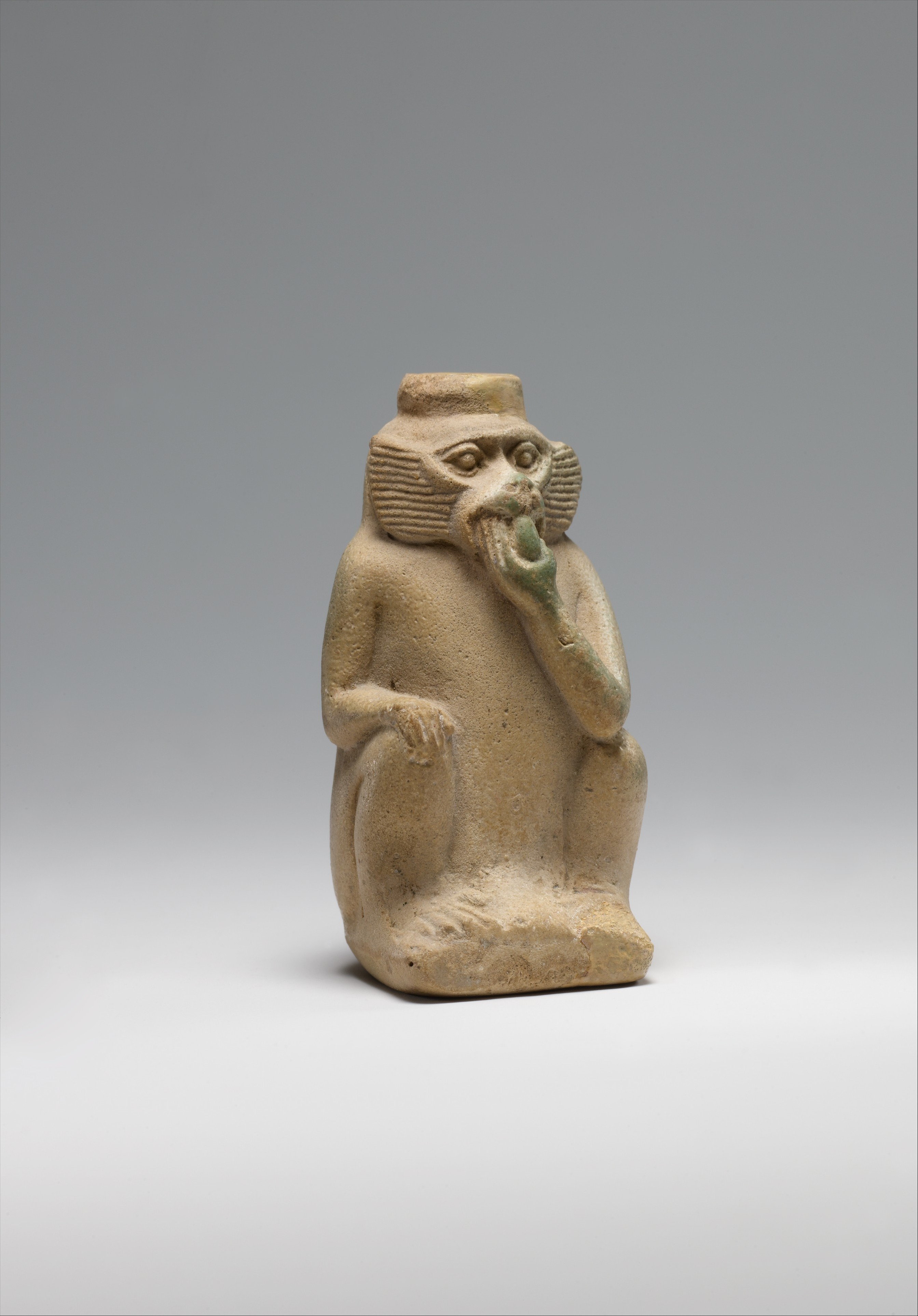
Bình nước hoa Ai Cập cổ đại hình con khỉ; 1550-1295 trước Công nguyên; đồ sứ; cao: 6,5 cm, rộng: 3,3 cm, sâu: 3,8 cm; Bảo tàng Nghệ thuật Metropolitan (Thành phố New York)

Năm 2003, các nhà khảo cổ học đã khám phá ra thứ được cho là loại nước hoa lâu đời nhất còn sót lại trên thế giới ở Pyrgos, Cộng hòa Síp. Nước hoa có niên đại hơn 4.000 năm. Chúng được phát hiện trong một xưởng sản xuất nước hoa cổ, rộng 300 mét vuông (3.230 sq ft) chứa ít nhất 60 ảnh tĩnh, bát trộn, phễu và chai nước hoa. Vào thời cổ đại, người ta sử dụng các loại thảo mộc và gia vị như Hạnh đào, rau mùi, Hương đào, nhựa cây tùng và cam Bergamot cùng một số hoa khác. Vào tháng 5 năm 2018, một loại nước hoa cổ đại "Rodo" (Hoa hồng) đã được tái chế trong buổi trình diễn kỷ niệm "Vô số khía cạnh của vẻ đẹp" của Bảo tàng Khảo cổ học Quốc gia Hy Lạp, cho phép du khách trở về thời cổ đại thông qua khứu giác.
Vào thế kỷ thứ 9, nhà hóa học người Ả Rập al-Kindī (Alkindus) đã viết cuốn sách Hóa học về nước hoa và chưng cất, trong đó có hơn một trăm công thức sản xuất dầu thơm, nước muối, nước thơm và các chất thay thế hoặc bắt chước các loại thuốc đắt tiền. Cuốn sách cũng mô tả 107 phương pháp và công thức sản xuất nước hoa và thiết bị làm nước hoa như nồi cất (vẫn mang tên tiếng Ả Rập của nó. [từ tiếng Hy Lạp ἄμβιξ chó nghĩa là "cốc", "cốc mỏ"] được Synesius mô tả vào thế kỷ thứ 4).
Nhà hóa học Ba Tư Ibn Sina (còn được gọi là Avicenna) đã giới thiệu quy trình chiết xuất tinh dầu từ hoa bằng phương pháp chưng cất, quy trình được sử dụng phổ biến nhất hiện nay. Lần đầu tiên, ông thử nghiệm với hoa hồng. Cho đến khi ông phát hiện ra, nước hoa dạng lỏng bao gồm hỗn hợp dầu và các loại thảo mộc hoặc cánh hoa nghiền nát tạo thành một hỗn hợp nồng đậm. Nước hoa hồng tinh tế hơn và ngay lập tức trở nên phổ biến. Cả nguyên liệu thô và công nghệ chưng cất của ông đều ảnh hưởng đáng kể đến quá trình phát triển khoa học và nước hoa phương Tây, đặc biệt là hóa học.
Nghệ thuật làm nước hoa có lẽ đã được biết đến ở Tây Âu từ năm 1221, dựa trên các công thức nấu ăn của các tu sĩ ở Santa Maria delle Vigne hoặc Santa Maria Novella ở Firenze, Ý. Ở phương đông, người Hungary đã sản xuất một loại nước hoa làm từ dầu thơm pha trong dung dịch cồn - hay được gọi là Nước Hungary - theo lệnh của Nữ hoàng Elizabeth của Hungary vào khoảng năm 1370. Nghệ thuật làm nước hoa thịnh vượng ở Ý thời Phục hưng, và vào thế kỷ 16, nhà pha chế nước hoa riêng cho Caterina de' Medici (1519–1589) là René người Firenze (Renato il fiorentino) đã mang những cải tiến của Ý đến Pháp. Phòng thí nghiệm của anh được kết nối với các căn hộ của cô bằng một lối đi bí mật để không có công thức nào có thể bị đánh cắp trên đường đi. Nhờ Rene, Pháp nhanh chóng trở thành một trong những trung tâm sản xuất nước hoa và mỹ phẩm của Châu Âu. Việc trồng hoa để lấy tinh chất nước hoa bắt đầu từ thế kỷ 14 và đã phát triển thành một ngành công nghiệp quan trọng ở miền Nam nước Pháp.
Giữa thế kỷ 16 và 17, nước hoa chủ yếu được sử dụng bởi những người giàu có để che đi mùi cơ thể do tắm rửa không thường xuyên. Năm 1693, thợ cắt tóc người Ý Giovanni Paolo Feminis đã tạo ra một loại nước hoa có tên Aqua Admirabilis, ngày nay được biết đến nhiều nhất với tên gọi eau de cologne; cháu trai của ông là Johann Maria Farina (Giovanni Maria Farina) tiếp quản công việc kinh doanh vào năm 1732.
Vào thế kỷ 18, vùng Grasse của Pháp, Sicilia và Calabria (ở Ý) đã trồng cây thơm để cung cấp nguyên liệu thô cho ngành công nghiệp nước hoa đang phát triển. Ngay cả ngày nay, Ý và Pháp vẫn là trung tâm của thiết kế và thương mại nước hoa châu Âu.

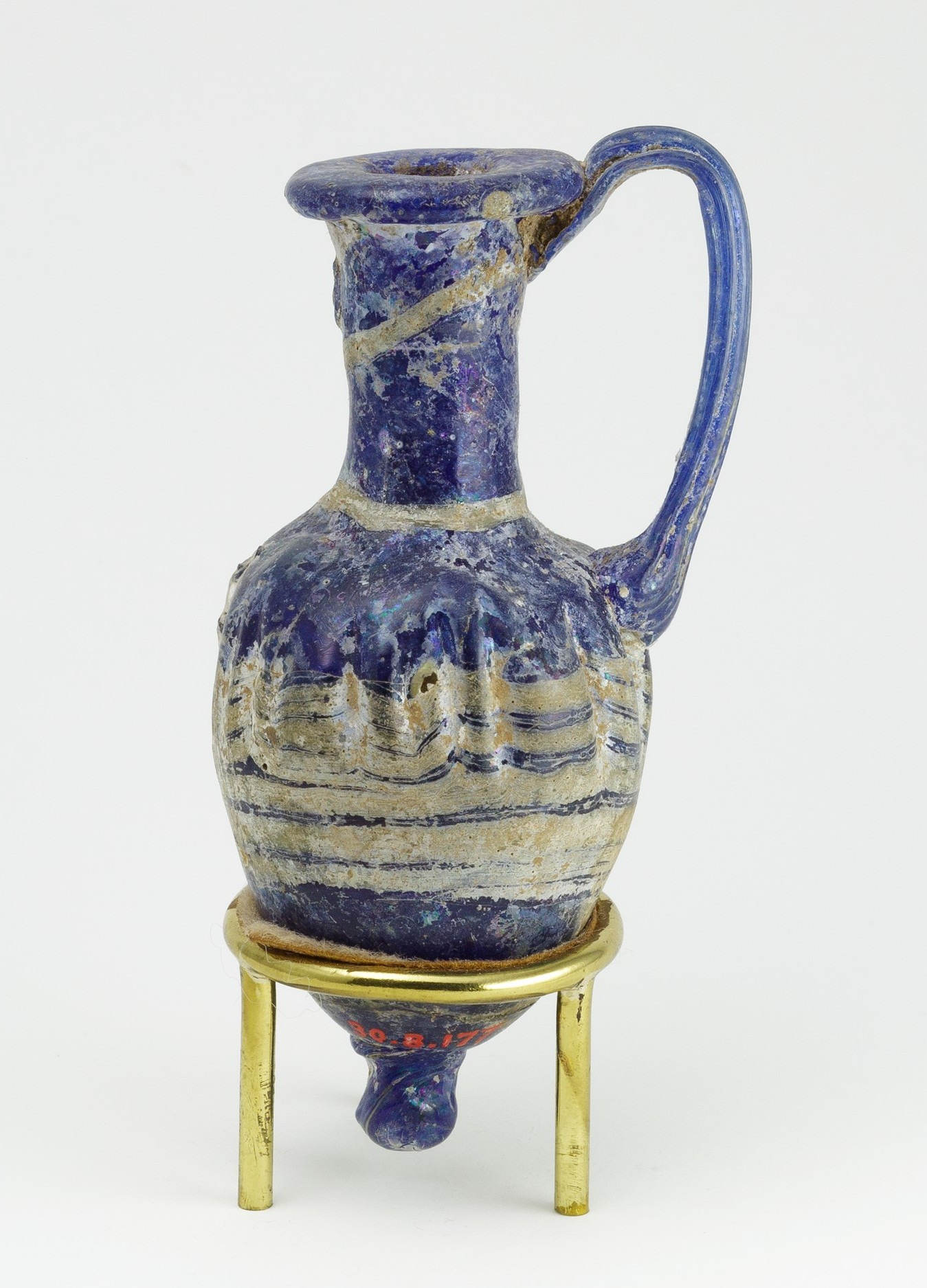
Bình nước hoa Ai Cập cổ đại hình chữ amphoriskos; 664–630 TCN; kính: 8× 4 cm (3,1 8× 1,5 in); Bảo tàng Nghệ thuật Metropolitan (Thành phố New York)
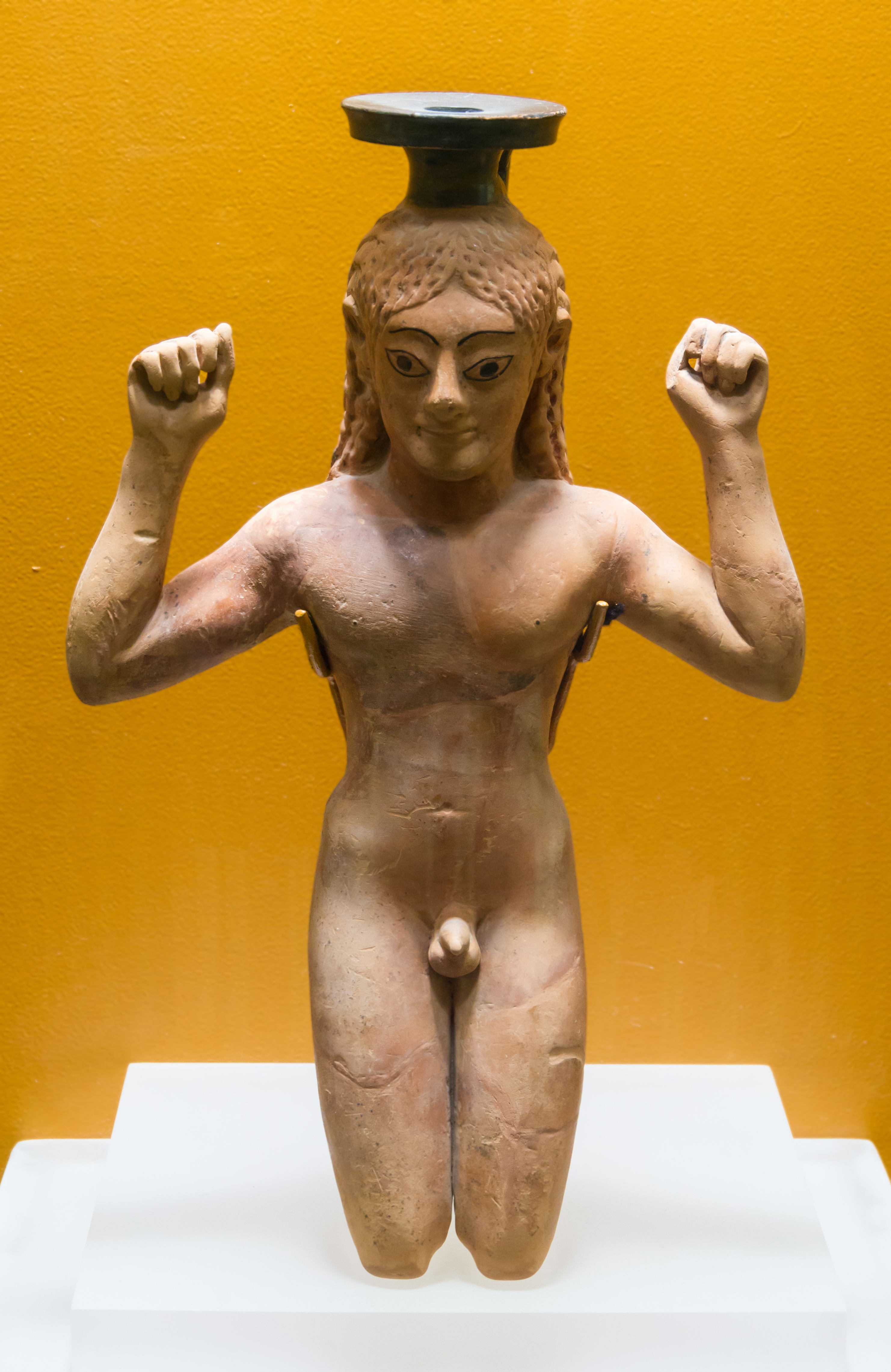
Chai nước hoa Hy Lạp cổ đại có hình một vận động viên đang buộc một dải băng chiến thắng quanh đầu; khoảng năm 540 trước Công nguyên; Bảo tàng Agora cổ đại (Athens)
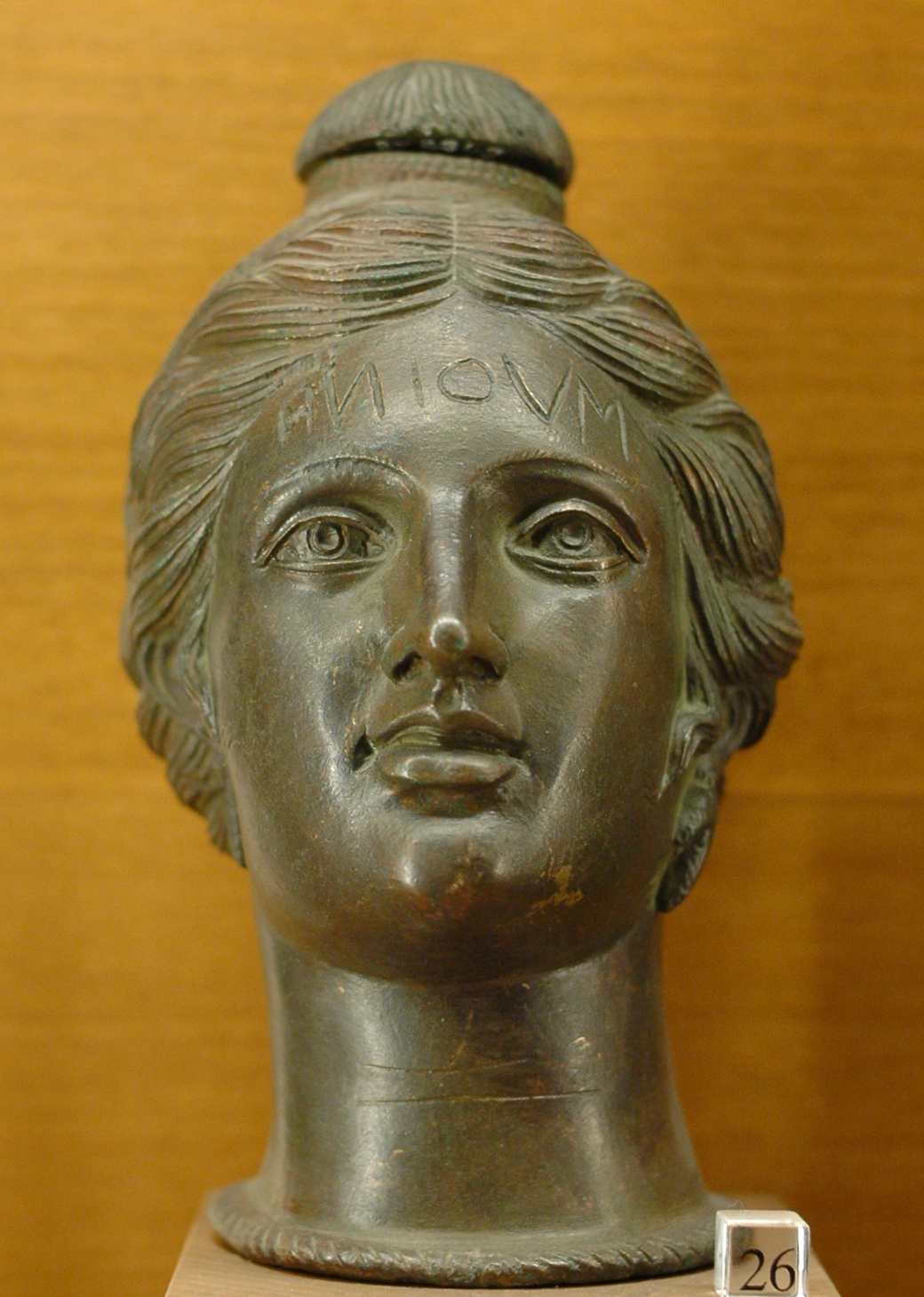
Bình nước hoa thời Etrusca có khắc chữ "suthina" (nghĩa là "dùng cho lăng mộ"); đầu thế kỷ thứ 2 trước Công nguyên; đồ đồng; chiều cao: 16 cm; Viện bảo tàng Louvre
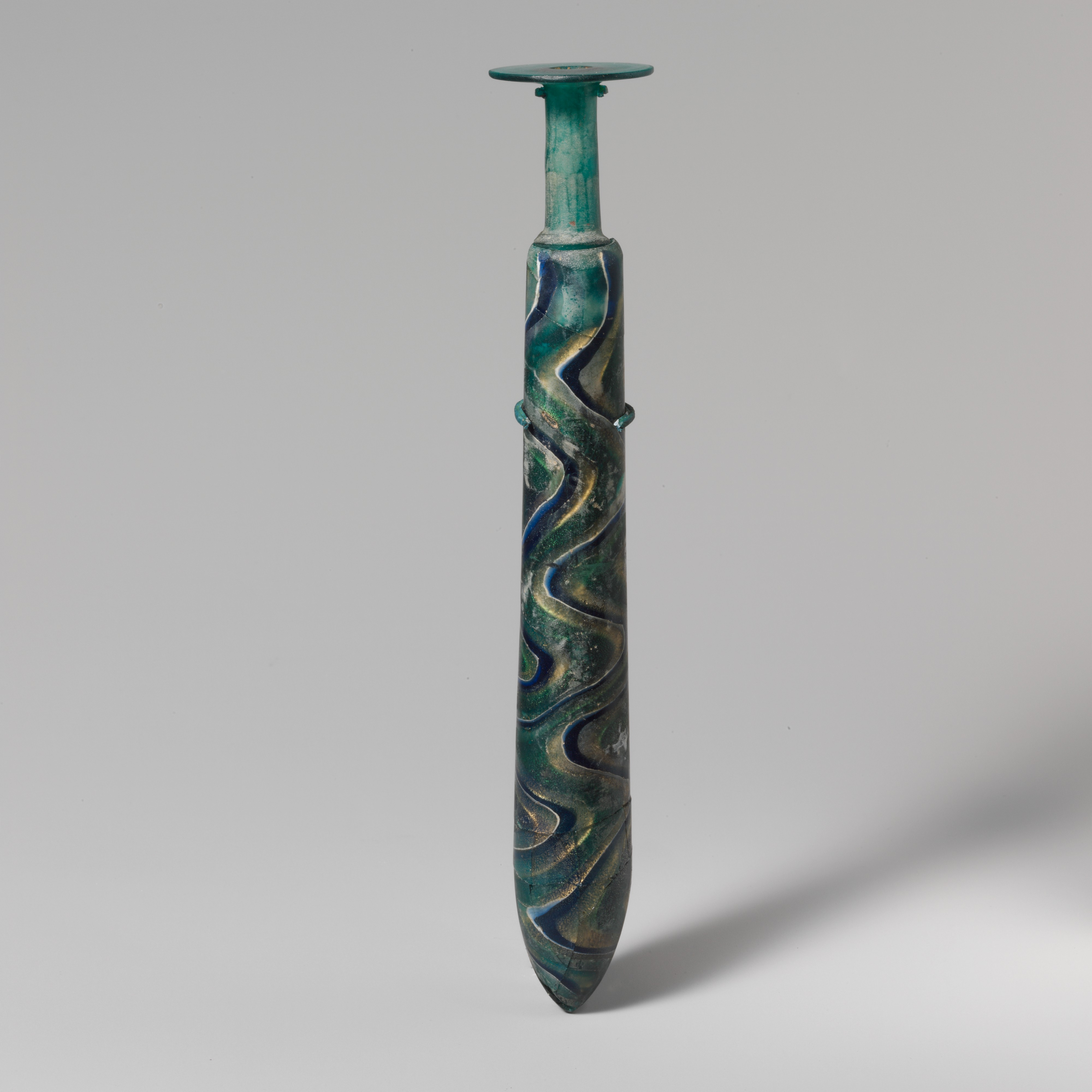
alabastron (chai nước hoa) thời Hy Lạp hóa bằng thủy tinh khảm vàng lá; Thế kỷ 1 trước Công nguyên; thủy tinh và vàng lá; Bảo tàng nghệ thuật Metropolitan
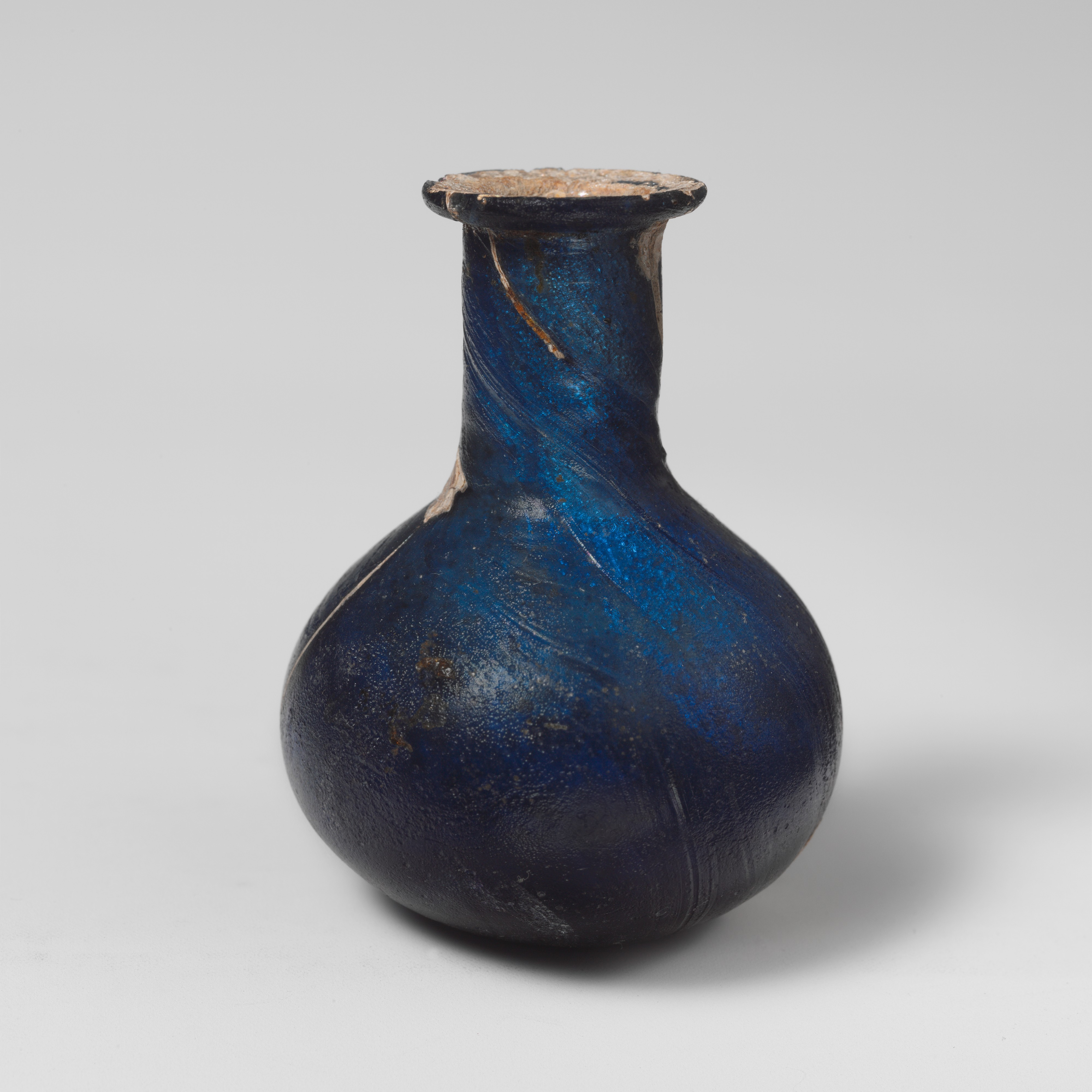
Bình nước hoa La Mã; Thế kỷ 1 sau Công nguyên; bình thủy tinh; 5,2 x 3,8 cm; bảo tàng nghệ thuật Metropolitan
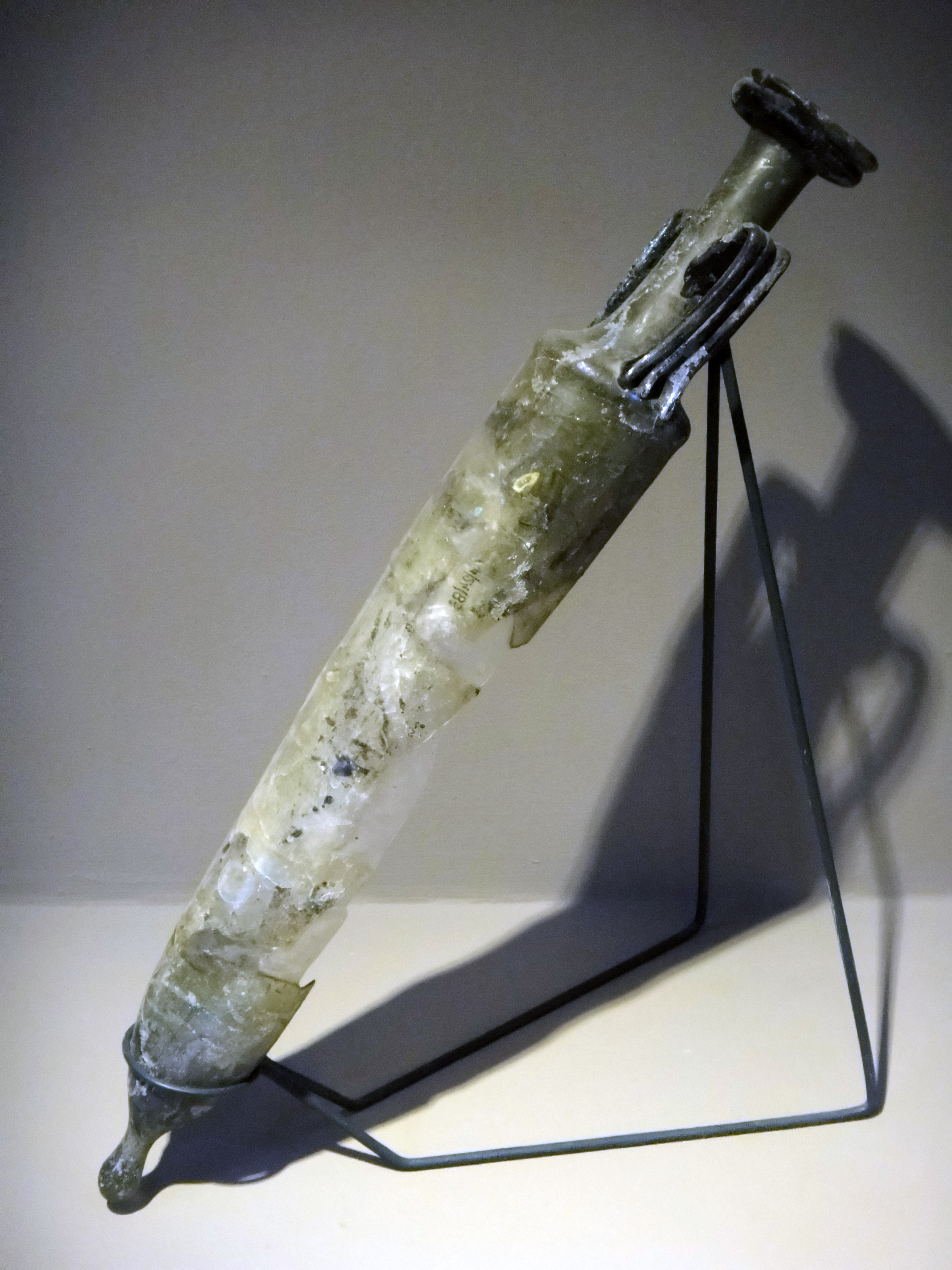
Vò hai quai đựng nước hoa bị hỏng một phần; Thế kỷ thứ 2 sau Công nguyên; cốc thủy tinh; từ Ephesus; Bảo tàng khảo cổ Ephesus (Selçuk, Thổ Nhĩ Kỳ)
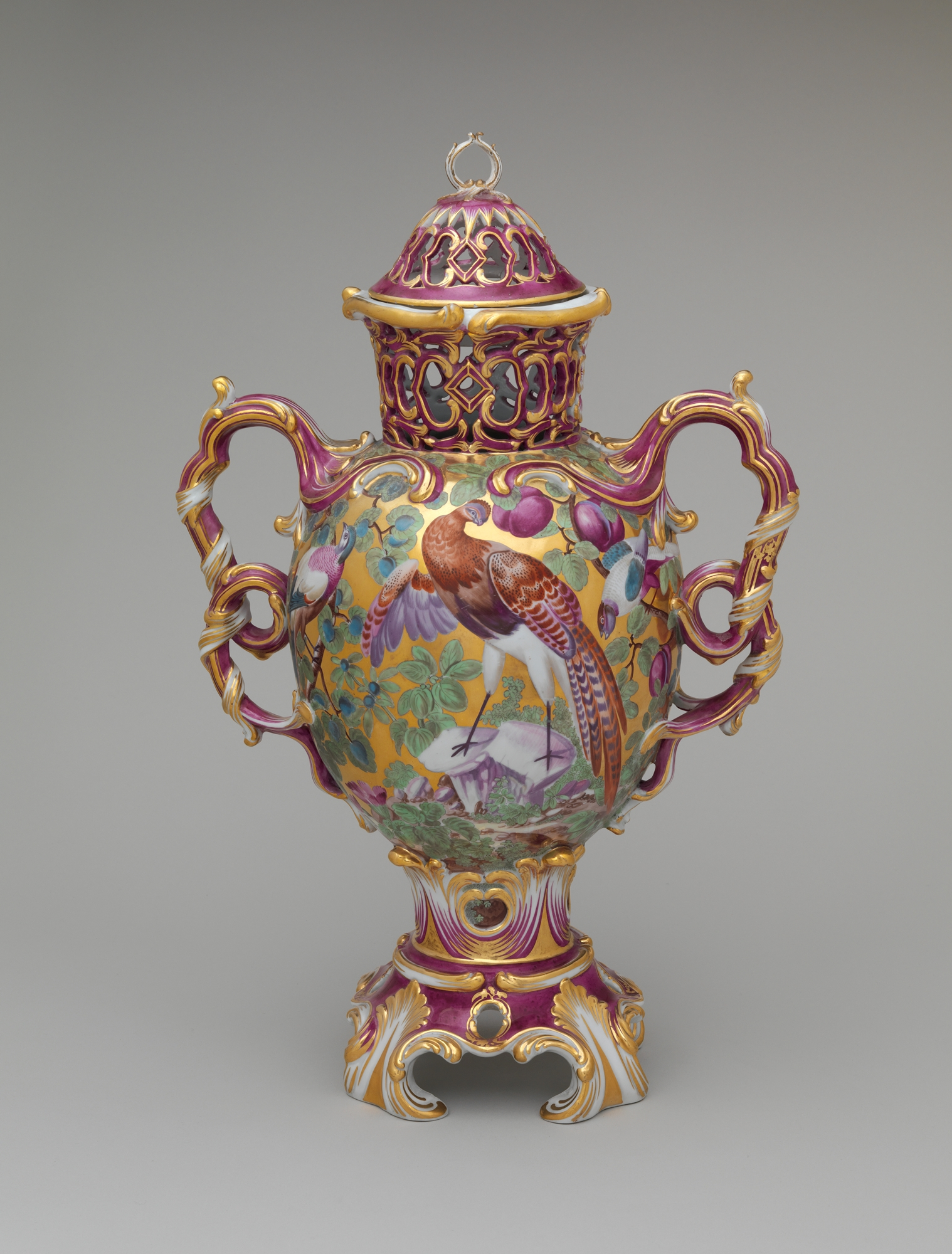
Bình nước hoa Rococo của Anh; khoảng năm 1761; làm bằng sứ xốp; kích thước tổng thể: 43,2 × 29,2 × 17,8 cm; bảo tàng nghệ thuật Metropolitan
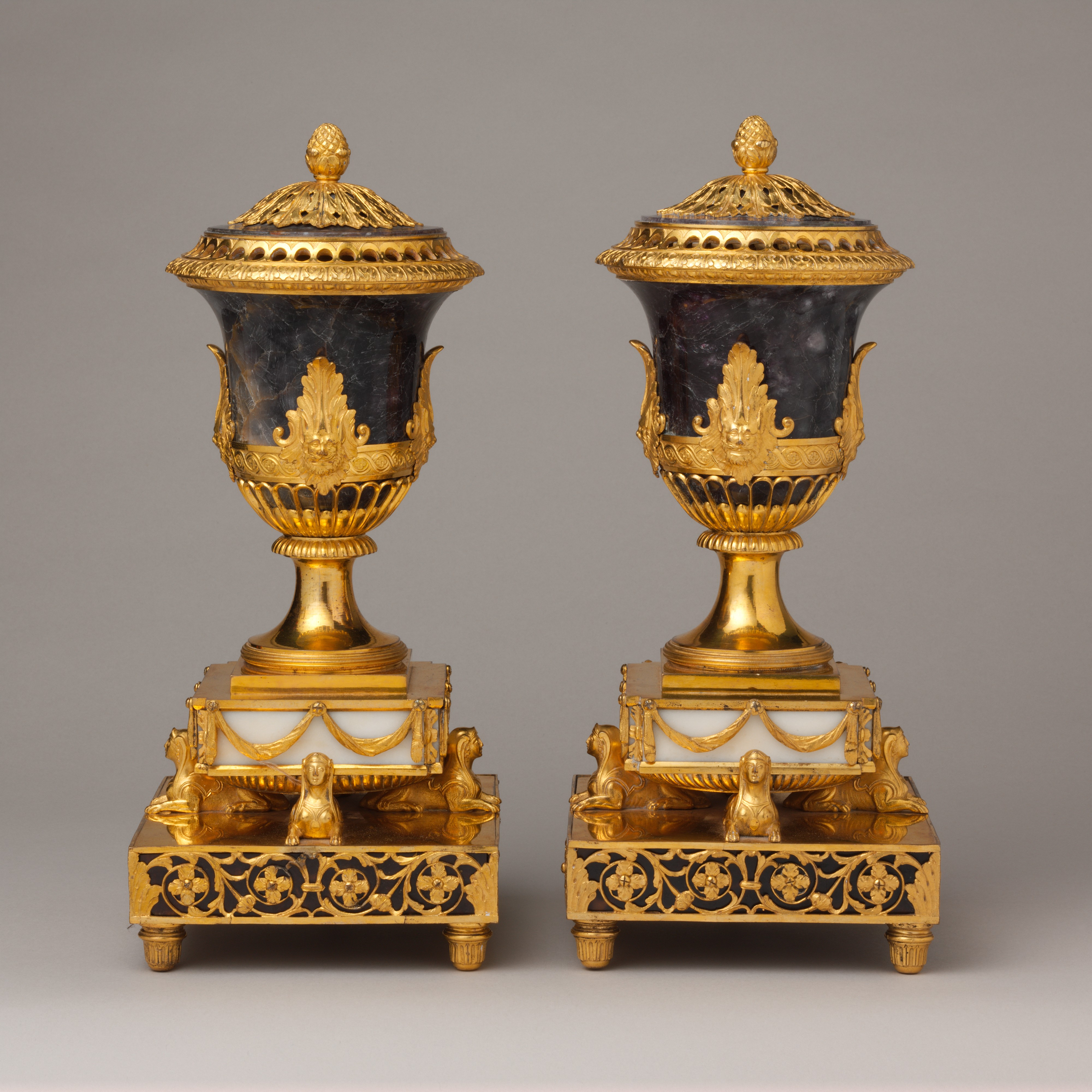
Cặp đèn đốt nước hoa Tân cổ điển của Anh; có lẽ vào khoảng năm 1770; làm từ fluorin, mai rùa và gỗ, đế đá hoa Carrara, giá đỡ bằng đồng mạ vàng, lớp lót bằng đồng mạ vàng; 33 × 14,3 × 14,3 cm; bảo tàng nghệ thuật Metropolitan
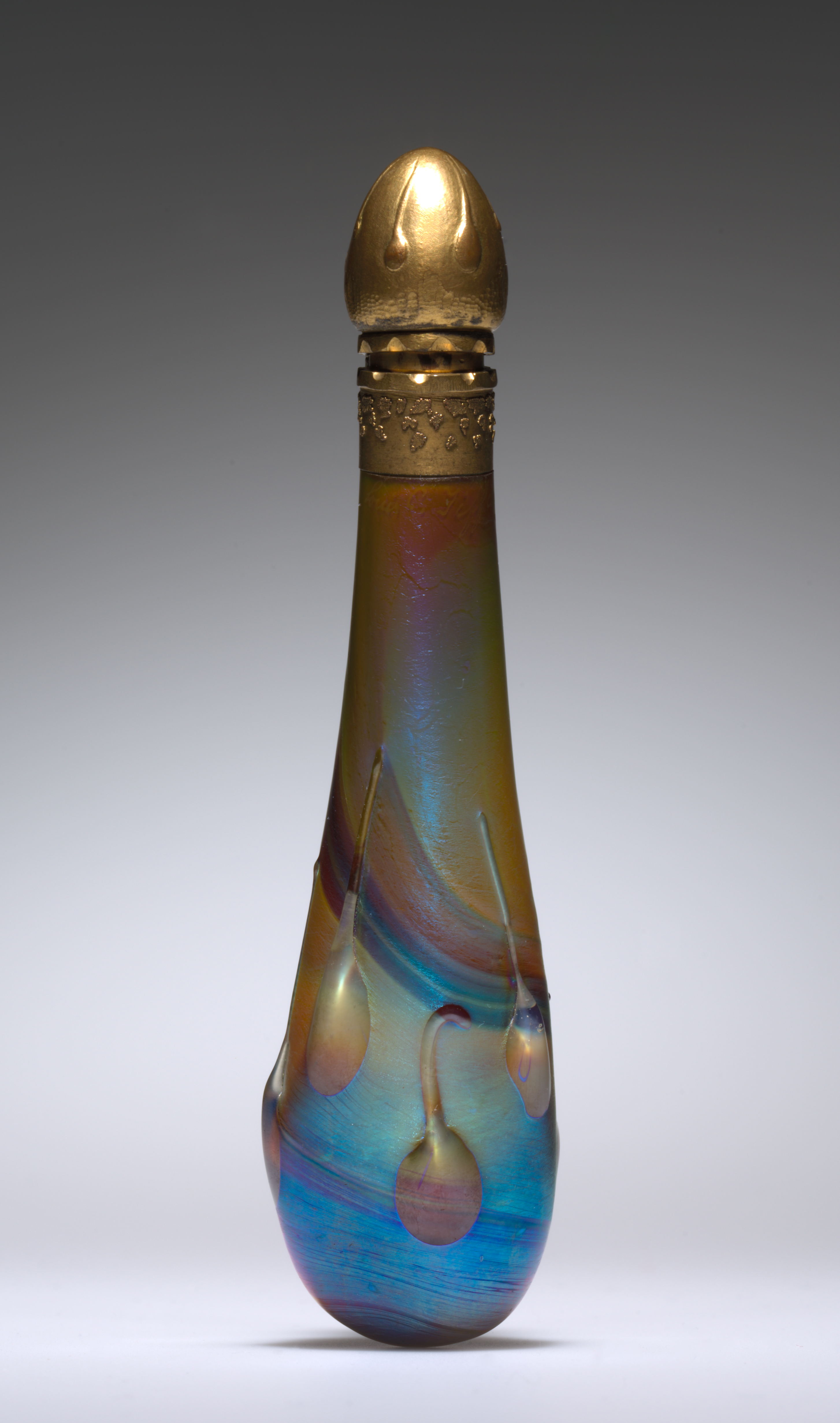
Chai nước hoa Art Nouveau; khoảng năm 1900; kính với vỏ kim loại mạ vàng, cao: 13,4 cm; Bảo tàng Nghệ thuật Cleveland (Cleveland, Ohio, Hoa Kỳ)

## Các cấp pha loãng

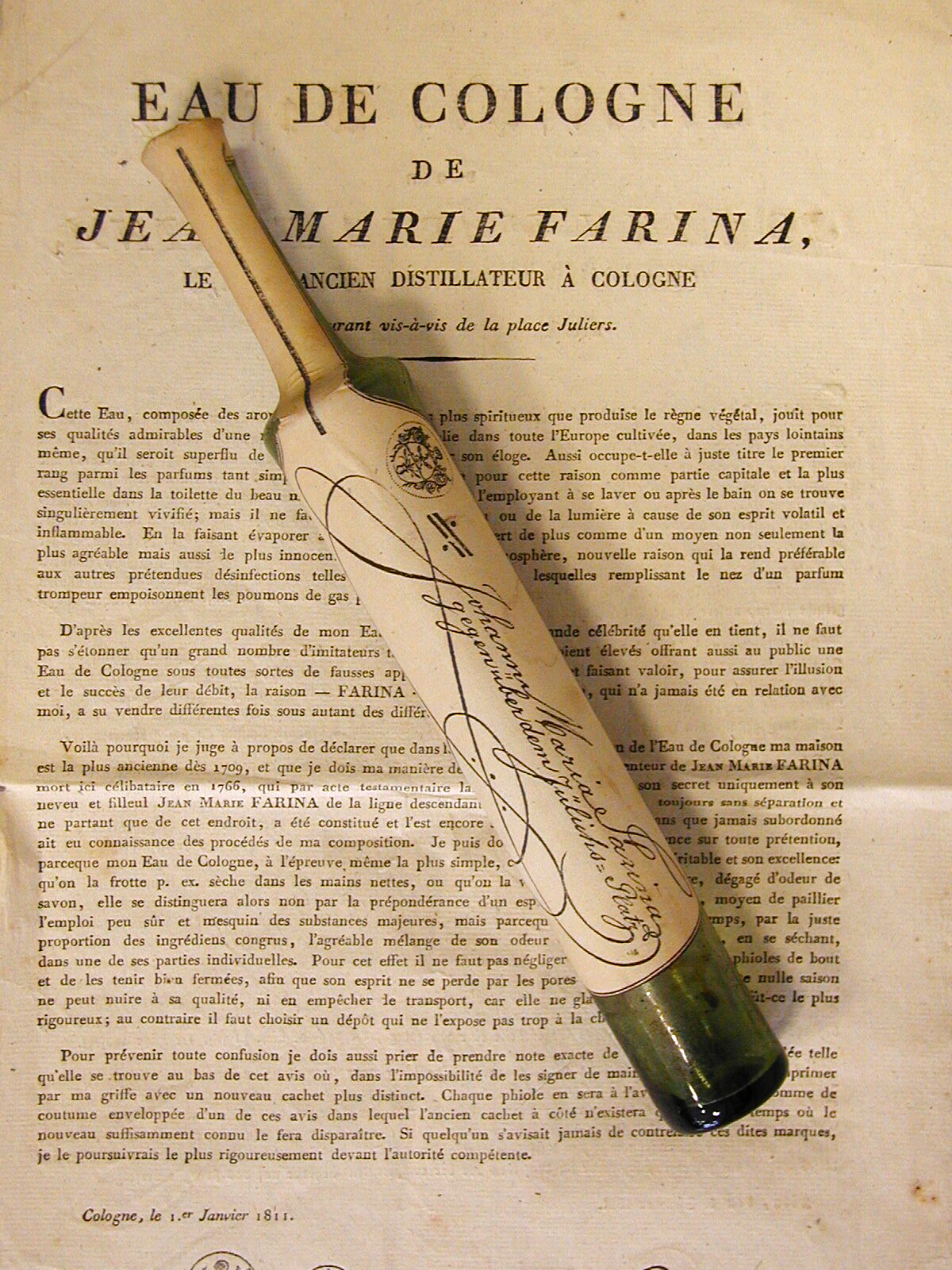
Eau de Cologne (năm 1811)

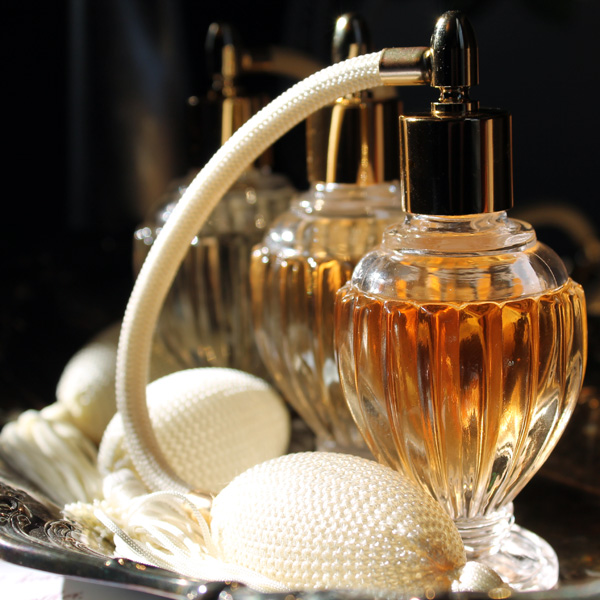
Chai nước hoa phun sương cổ điển

Các loại nước hoa phản ánh nồng độ của các hợp chất thơm trong dung môi, trong đó có mùi thơm đặc trưng là etanol hoặc hỗn hợp nước và etanol. Các nguồn khác nhau đáng kể trong định nghĩa của các loại nước hoa. Cường độ và tuổi thọ của nước hoa dựa trên nồng độ, cường độ và tuổi thọ của các hợp chất thơm hoặc tinh dầu nước hoa. Khi nồng độ các hợp chất thơm tăng lên thì cường độ và tuổi thọ của mùi hương cũng tăng theo. Các thuật ngữ cụ thể được sử dụng để mô tả nồng độ gần đúng của hương thơm bằng phần trăm tinh dầu nước hoa trên thể tích của sản phẩm cuối cùng. Các thuật ngữ phổ biến nhất là:
- Parfum hay Extrait: là chiết xuất nước hoa, nước hoa nguyên chất với hàm lượng tinh dầu từ 20-40% (IFRA: thường ~ 20%), đây là loại nước hoa đắt nhất và hiếm nhất vì nồng độ tinh dầu rất cao, đồng nghĩa với việc mùi hương rất nồng và bền.
- Esprit de Parfum (ESdP): 15–30% hợp chất thơm, nồng độ mạnh hiếm khi được sử dụng giữa EdP và nước hoa;
- Eau de Perfume (EdP) hay parfum de toilette (PdT): với hàm lượng tinh dầu từ 12-20%, đậm đặc nhất. Loại nước hoa chủ yếu dành cho phái nữ với nồng độ tinh dầu cao, nồng nàn và bền mùi. Là dạng nước hoa phổ biến hiện nay, sử dụng hợp với những vùng khí hậu khô hay mùa lạnh.
- Eau de Toilette (EdT): có từ 5-12% tinh dầu. Loại nước hoa phổ biến nhất hiện nay trên thế giới với giá cả phải chăng và chất lượng mùi hương trung bình. Đa dạng về mẫu mã, chủng loại hay nhà sản xuất. Đây là loại nước hoa với mùi nhẹ nhàng, khá bền mùi và được dùng cho cả nam và nữ.
- Eau de Cologne (EdC): chỉ có 3–8% tinh dầu (thường ~ 5%); Thương hiệu (reg. trademark): 'Original Eau de Cologne' - Ra đời lần đầu tiên ở thành phố Cologne của Đức, sau đó lan rộng ra toàn thế giới. Mùi nhẹ, khả năng giữ mùi kém, phù hợp với túi tiền "bình dân".
- eau fraiche: các sản phẩm được bán dưới dạng "vẩy", "phun sương", "che mùi" và các thuật ngữ không chính xác khác. Nói chung các sản phẩm này chứa 3% hoặc ít hơn các hợp chất thơm và được pha loãng với nước chứ không pha với dầu hoặc rượu.[21]

Có nhiều sự nhầm lẫn về thuật ngữ "cologne" (nghĩa là nước hoa co-lô-nhơ), từ này có ba nghĩa chính. Định nghĩa đầu tiên và lâu đời nhất đề cập đến một loại nước hoa tươi, chiết xuất từ cam quýt, được chưng cất bằng cách sử dụng chiết xuất từ các thành phần cam quýt, hoa và gỗ. Người ta cho rằng chúng được phát triển lần đầu tiên vào đầu thế kỷ 18 ở Köln, Đức nên có tên như vậy. Loại "cologne cổ điển" này mô tả các chế phẩm dành cho giới tính "về cơ bản là hỗn hợp cam quýt và không có thành phần phụ là nước hoa." Ví dụ như 4711 của Mäurer & Wirtz (được tạo ra vào năm 1799) và Eau de Cologne Impériale của Guerlain (1853).
Trong thế kỷ 20, thuật ngữ này mang ý nghĩa thứ hai. Các công ty nước hoa bắt đầu đưa ra những giải thích nhẹ nhàng hơn, ít tập trung hơn về các loại nước hoa hiện có của họ, giúp sản phẩm của họ phổ biến cho nhiều đối tượng khách hàng hơn. Ví dụ, Guerlain đã đưa ra phiên bản Eau de Cologne của nước hoa Shalimar hàng đầu của mình. Trái ngược với các loại nước hoa cologne cổ điển, loại nước hoa cologne hiện đại này nhẹ hơn, loãng hơn so với sản phẩm nồng độ cao hơn là parfum nguyên bản. Phiên bản nước hoa cologne thường có nồng độ nhẹ nhất trong một dòng sản phẩm nước hoa.
Cuối cùng, thuật ngữ "cologne" đã đi vào ngôn ngữ tiếng Anh như một thuật ngữ chung để biểu thị một loại nước hoa của đàn ông bất kể nồng độ của nó. Sản phẩm của đàn ông thực tế mặc về mặt kỹ thuật có thể là eau de toilette nhưng anh ta vẫn có thể nói rằng anh ta "sức nước hoa cologne". Một vấn đề tương tự cũng xẩy ra với thuật ngữ "perfume", có thể được sử dụng theo nghĩa chung để chỉ các loại nước hoa được bán cho phụ nữ cho dù hương thơm có thực sự là extrait hay không.
Nước hoa cologne cổ điển lần đầu tiên xuất hiện ở Châu Âu vào thế kỷ 17. Hương thơm đầu tiên được dán nhãn chiết xuất "parfum" với nồng độ cao các hợp chất thơm là Jicky của Guerlain vào năm 1889. Eau de Toilette xuất hiện cùng với parfum vào khoảng đầu thế kỷ. Thuật ngữ và nồng độ EdP xuất hiện gần đây nhất. Parfum de toilette và EdP bắt đầu xuất hiện từ những năm 1970 và trở nên phổ biến vào những năm 1980.

### Thuật ngữ không chính xác

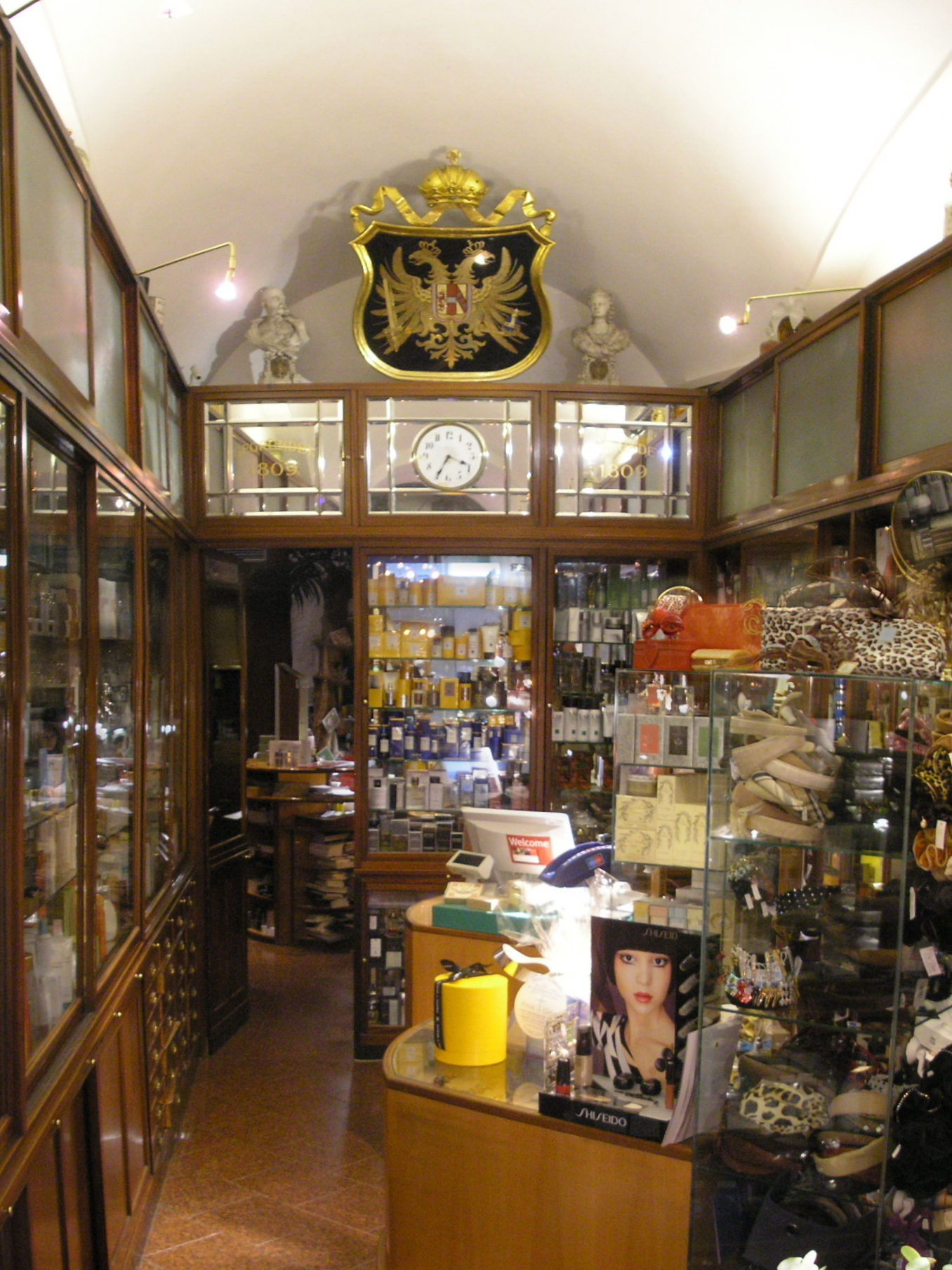
J.B. Filz ở Vienna. Các hãng nước hoa có truyền thống lâu đời, chẳng hạn như J.B. Filz, đã tạo ra mùi hương của riêng họ.

Phạm vi về tỷ lệ phần trăm các hợp chất thơm rộng lớn trong nồng độ nước hoa có nghĩa là thuật ngữ extrait, EdP, EdT và EdC là hoàn toàn không chính xác. Mặc dù EdP thường sẽ có nồng độ cao hơn EdT và EdT có nồng độ cao hơn EdC nhưng điều này không phải lúc nào cũng đúng. Các xưởng chế nước hoa hoặc nhà sản xuất nước hoa khác nhau chỉ định lượng tinh dầu khác nhau với mỗi loại nước hoa của họ. Do đó, mặc dù nồng độ dầu của nước hoa trong dung dịch pha loãng EdP sẽ cao hơn so với nước hoa EdT cùng loại của một công ty nhưng liều lượng thực tế khác nhau giữa các nhà sản xuất nước hoa. EdT từ nhà sản xuất này có thể có nồng độ các hợp chất thơm cao hơn một EdP từ nhà sản xuất khác.
Hơn nữa, một số loại nước hoa có cùng tên sản phẩm nhưng có nồng độ khác nhau có thể không chỉ khác nhau về độ pha loãng mà các hỗn hợp tinh dầu nước hoa cũng khác nhau hoàn toàn. Ví dụ, để làm cho phiên bản EdT của nước hoa nhẹ hơn và tươi hơn EdP của nó, dầu EdT có thể được "tinh chỉnh" để chứa nhiều hương đầu hơn một chút hoặc ít hương cuối hơn. Chanel Nº 5 là một ví dụ điển hình: nồng độ parfum, EdP, EdT và EdC hiện đã ngừng sản xuất của nó trên thực tế là các thành phần khác nhau (parfum có từ năm 1921, trong khi EdP không được phát triển cho đến những năm 1980). Trong một số trường hợp, những từ như extrême, intense hoặc concentrée có thể biểu thị nồng độ hương thơm cao hơn thực sự là những loại nước hoa hoàn toàn khác nhau nhưng có một sự hoà quyện hương nước hoa tương tự nhau. Một ví dụ về điều này là Pour Monsieur và Pour Monsieur Concentrée của Chanel.
Trong lịch sử, nước hoa của phụ nữ có xu hướng có hàm lượng hợp chất thơm cao hơn nước hoa của nam giới. Nước hoa dành cho nam giới thường được bán dưới dạng EdT hoặc EdC, hiếm khi là EdP hoặc chiết xuất từ nước hoa nguyên chất. Điều này đang thay đổi trong thế giới nước hoa hiện đại, đặc biệt là khi nước hoa ngày càng dùng được cho cả hai giới. Nước hoa dành cho phụ nữ trước đây thường phổ biến ở mọi mức độ nồng độ nhưng ngày nay chủ yếu là các nồng độ parfum, EdP và EdT.

#### Miễn dịch học; hen suyễn và dị ứng

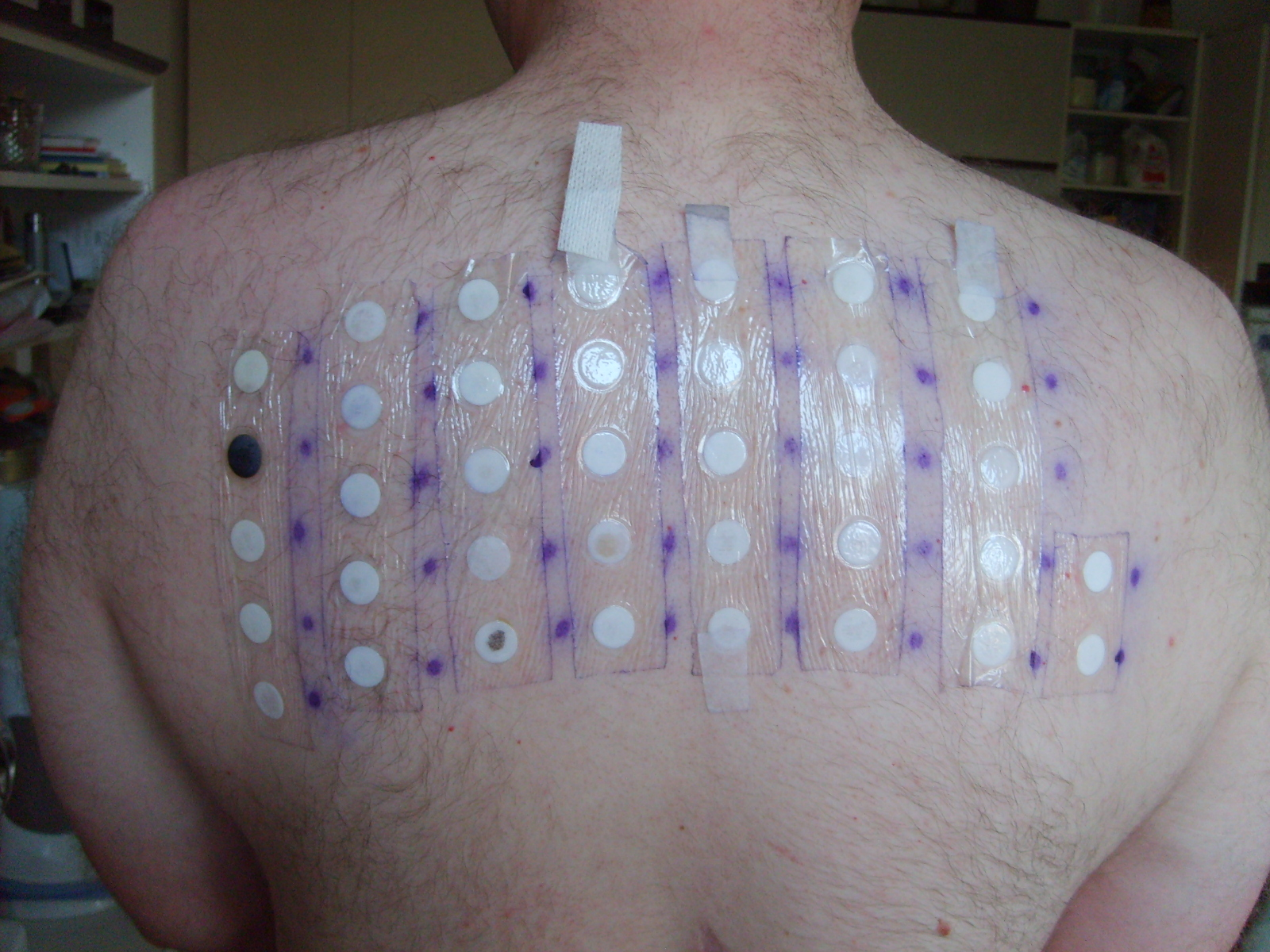
Thử nghiệm miếng đắp (thử nghiệm dị ứng)

### Môi trường

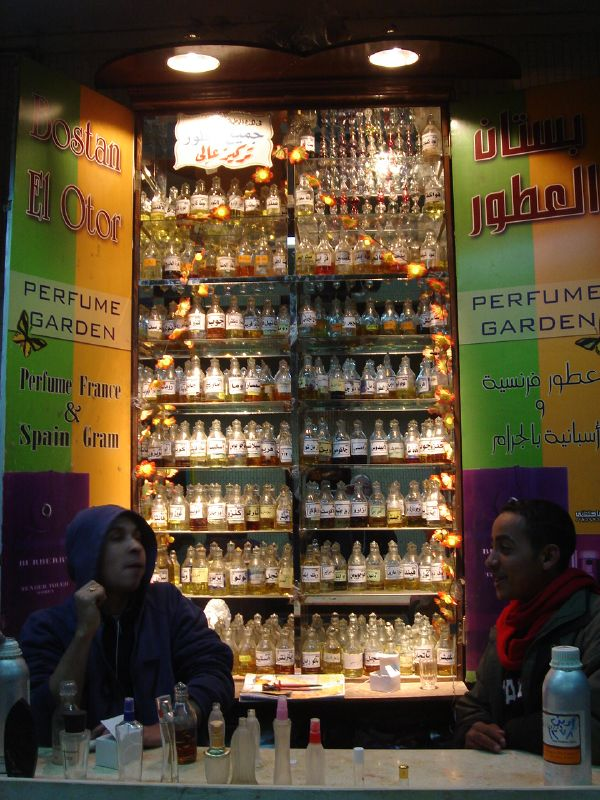
Gian hàng nước hoa ở Cairo

## Bảo quản nước hoa

Nước hoa trong viện bảo tàng

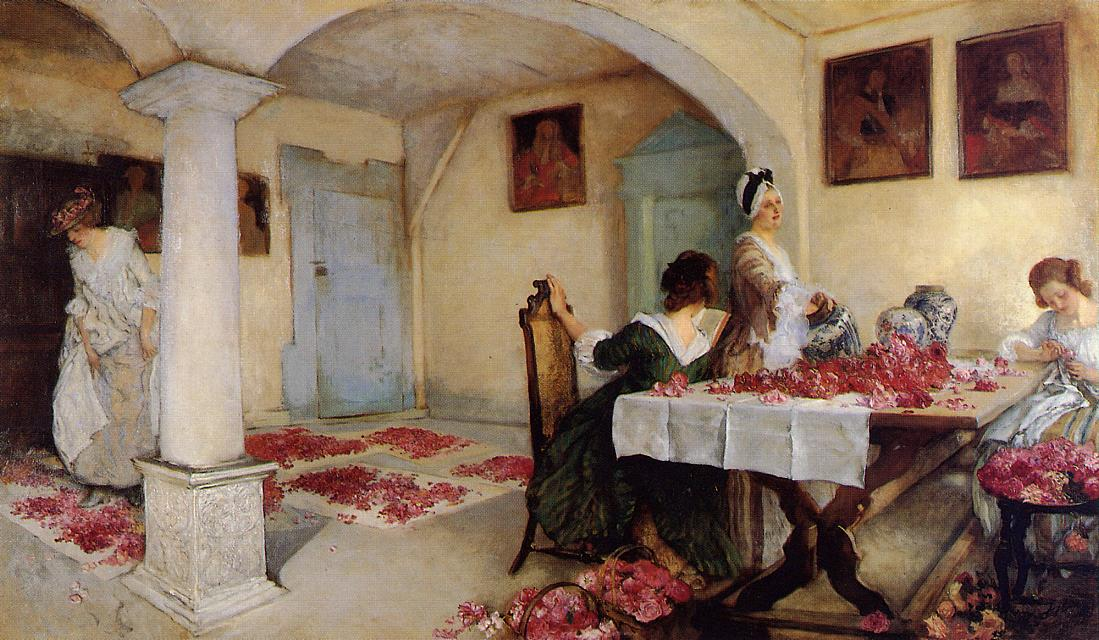
Potpourri của Edwin Austin Abbey, 1899

### Các loại dung môi
Dầu nước hoa thường được pha loãng với một dung môi mặc dù điều này không phải lúc nào cũng đúng như vậy và sự cần thiết của nó còn bị tranh cãi. Cho đến nay, dung môi phổ biến nhất để pha loãng tinh dầu nước hoa là rượu, thường là hỗn hợp của etanol và nước hoặc cồn tinh cất. Dầu nước hoa cũng có thể được pha loãng bằng các loại dầu có mùi trung tính như dầu dừa phân đoạn hoặc sáp lỏng như dầu Jojoba.

## Sử dụng
Thoạt đầu nước hoa chỉ là sản phẩm dành riêng cho phái đẹp, dành riêng cho những quý bà quyền quý bởi tự nó toát lên sự sang trọng, quyến rũ và gợi cảm. Còn ngày nay, nước hoa đã trở nên quen thuộc với mọi người, mọi lứa tuổi. Đã chấm dứt những tư tưởng nước hoa không dành cho nam giới và chỉ dành cho phái đẹp cho giới giàu sang quyền quý.
Mỗi sản phẩm nước hoa có mục đích sử dụng và đối tượng khách hàng riêng biệt như: sử dụng trong các hoạt động thể thao, trong các bữa tiệc, trong dã ngoại hay tiệc ngoài trời...Với các đối tượng được phân loại theo độ tuổi, phong cách, giới tính, nghề nghiệp.
Cách sử dụng truyền thống là bôi (xức) lên một số vị trí nhất định của cơ thể, và là cách sử dụng hiệu quả nhất. Việc xức nước hoa lên quần, áo hay các đồ dùng thật sự chỉ là một sự lãng phí. Cổ tay, phía sau tai, dưới cổ là những vị trí thường được dùng, nguyên tắc là không dùng nước hoa với những vùng da mỏng (như mặt), các vùng da tiết mồ hôi nhiều (như nách), các vết thương hở, mẩn ngứa.
Việc sử dụng nước hoa nguyên chất thông thường (parfum extrait) trong các nền văn hóa phương Tây là ở các điểm mạch như sau tai, gáy và mặt trong của cổ tay, khuỷu tay và đầu gối, nhờ đó, điểm mạch sẽ làm ấm nước hoa và tỏa hương thơm liên tục. Theo chuyên gia nước hoa Sophia Grojsman, phía sau đầu gối là điểm lý tưởng để thoa nước hoa để mùi hương có thể bay lên. Ngành công nghiệp nước hoa hiện đại khuyến khích phân lớp hương thơm để nó được giải phóng với các cường độ khác nhau tùy thuộc vào thời điểm trong ngày. Nên dùng các sản phẩm có mùi thơm nhẹ như dầu tắm, sữa tắm, sữa dưỡng thể vào buổi sáng; eau de toilette được gợi ý dùng cho buổi chiều và nước hoa thoa lên các điểm mạch vào buổi tối. Hương thơm nước hoa Cologne được giải phóng nhanh, kéo dài khoảng 2 giờ. Eau de toilette kéo dài từ 2 đến 4 giờ trong khi nước hoa có thể kéo dài đến 6 giờ.
Nhiều yếu tố có thể ảnh hưởng đến cách hương thơm tương tác với tâm sinh lý của người sử dụng và ảnh hưởng đến cảm nhận về hương thơm. Chế độ ăn uống là một yếu tố vì ăn thức ăn cay và béo có thể làm tăng cường độ của mùi thơm. Việc sử dụng thuốc cũng có thể ảnh hưởng đến đặc tính của hương thơm. Độ khô tương đối của da người sử dụng là rất quan trọng vì da khô sẽ không giữ được mùi thơm lâu như da tiết nhiều dầu.

## Mô tả nước hoa

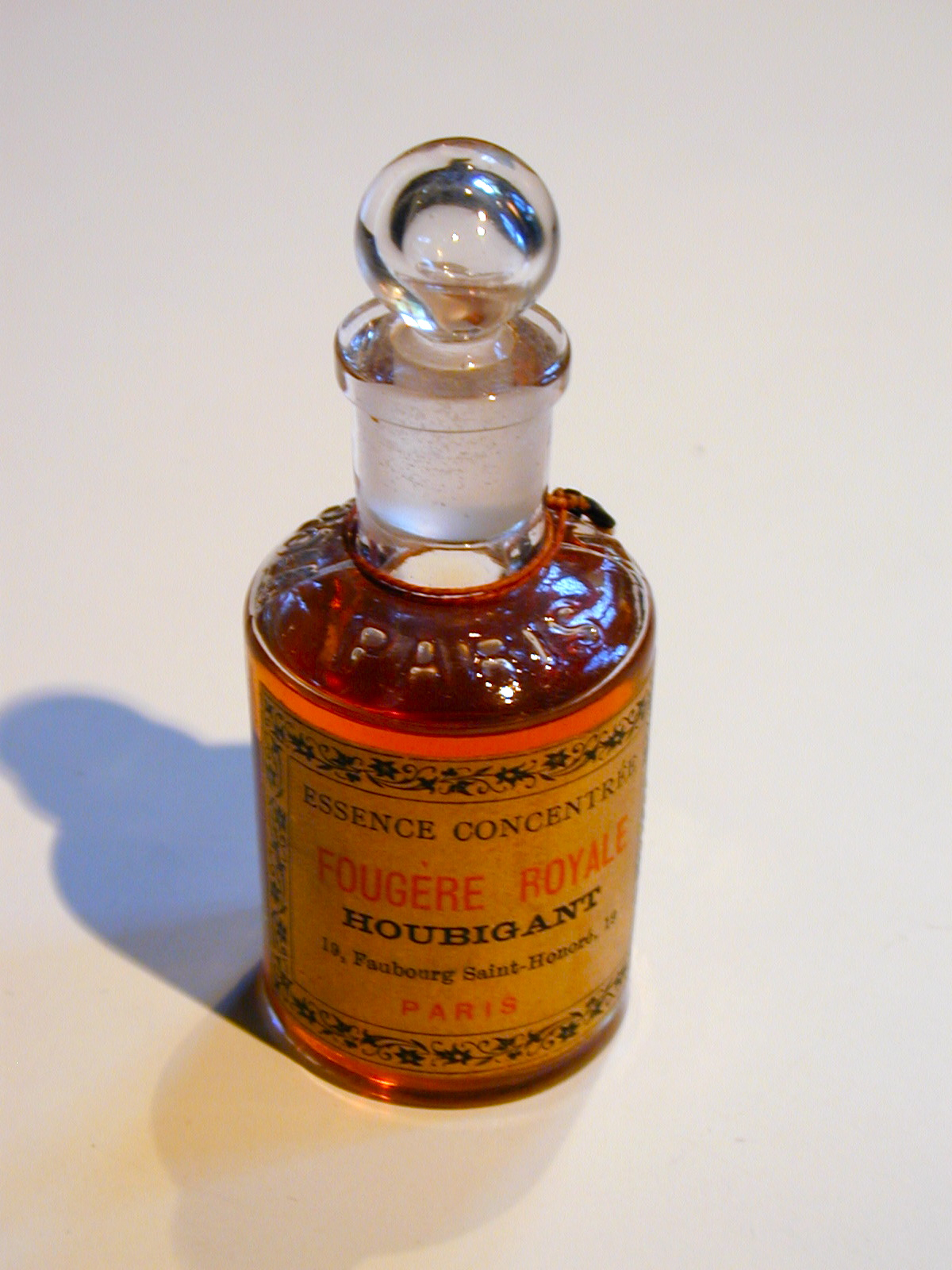
Một chai Fougère Royale nguyên bản của Houbigant. Được tạo ra bởi Paul Parquet vào năm 1884. Nó là một trong những loại nước hoa hiện đại quan trọng nhất và là nguồn cảm hứng cho dòng nước hoa cùng tên Fougère.

Sơ đồ: tháp mùi hương

Các công thức chính xác của nước hoa thương mại được giữ bí mật. Ngay cả khi chúng được công bố rộng rãi thì chúng sẽ bị chi phối bởi các thành phần và chất tạo mùi phức tạp đến mức chẳng cần thiết để hướng dẫn cho người tiêu dùng nói chung về trải nghiệm của một mùi hương. Tuy nhiên, những người sành nước hoa có thể trở nên cực kỳ khéo léo trong việc xác định các thành phần và nguồn gốc của mùi hương theo cách giống như các chuyên gia rượu vang.
Cách thực tế nhất để bắt đầu mô tả một loại nước hoa là dựa theo các yếu tố trong nốt hương của mùi hương hoặc "họ" của nó, tất cả đều ảnh hưởng đến ấn tượng tổng thể về một loại nước hoa từ lần thoa đầu tiên đến gợi ý cuối cùng của mùi hương.
Dấu vết của mùi hương do một người xức nước hoa để lại được gọi là sillage trong từ tiếng Pháp có nghĩa là "lằn tàu", giống như dấu vết do một chiếc thuyền rẽ nước để lại.

### Nốt hương
Nước hoa được miêu tả trong một phép ẩn dụ âm nhạc là có ba bộ nốt, tạo nên mùi hương hài hòa. Các nốt mở ra theo thời gian với ấn tượng ngay lập tức của nốt đầu dẫn đến nốt giữa sâu hơn và nốt cuối dần xuất hiện ở giai đoạn cuối. Những nốt này được tạo ra một cách cẩn thận dựa trên kiến thức về quá trình bay hơi của nước hoa.
- Nốt hương đầu (top notes, head notes): mùi hương bật ra ngay lập tức (vài giây sau khi xịt), tạo ấn tượng quan trọng đầu tiên cho người sử dụng và do đó rất quan trọng trong việc bán nước hoa. Chứa những mùi nhẹ, dễ bay hơi như mùi trái cây, mùi hoa. Tuy nhiên tùy từng dòng nước hoa khác nhau có những chai nước hoa nốt hương đầu lại rất cá tính và mạnh mẽ và giảm dần dần về nốt hương cuối.[31] Ví dụ về hương đầu bao gồm bạc hà, hoa oải hương và rau mùi.
- Nốt hương giữa (middle notes, heart notes): được ví như "trái tim" của một loại nước hoa. Nốt hương này tỏa sau khoảng 15 phút (sau khi nốt hương đầu tiêu tán), tạo mùi "đặc trưng" cho nước hoa và "che đậy" mùi hương khá gắt không mấy dễ chịu của nốt hương cuối (tuy nhiên sẽ trở nên dễ chịu hơn theo thời gian), lưu mùi khá lâu. Chứa mùi hương chính của lọ nước hoa, thường là mùi nước biển, gỗ đàn hương và hoa nhài.
- Nốt hương cuối (base note): xuất hiện hòa trộn với nốt hương giữa khi nó gần tiêu hết. Nốt hương cuối kết hợp với nốt hương giữa trở thành chủ đề chính của lọ nước hoa. Nốt hương cuối đem lại cảm giác trầm lắng và đậm đặc, lưu mùi rất lâu và mạnh, thường không thể cảm nhận được trong 30 phút đầu sau khi sử dụng. chứa mùi của gỗ, thuốc lá, hổ phách, xạ hương và nhựa thông...

Nốt hương đầu và giữa chịu ảnh hưởng của nốt hương cuối. Cũng như vậy, mùi hương của nốt cuối có thể bị bẻ cong khi kết hợp với nốt hương giữa.
Các nhà sản xuất thường ghi chú những nguyên liệu họ sử dụng trong các nốt hương cũng như thời gian lưu hương theo từng bậc (ở điều kiện chuẩn thí nghiệm của họ).
Ví dụ về nốt hương
- Coco Mademoiselle: 
  - Nốt hương đầu: bergamot orange, mandarin (quýt), Tunisian curacao (rượu vỏ cam).
  - Nốt hương giữa: morning rose, Italian jasmine, ylang-ylang, mimosa, florentine iris.
  - Nốt hương cuối: Indonesian patchouli, Haitien vetiver, Bourbon vanilla, white musk, opoponax, tonka bean.

### Các họ mùi
Nhóm các loại nước hoa không bao giờ có thể hoàn toàn khách quan hoặc dứt khoát được. Có nhiều loại hương khác nhau được hợp thành ở mỗi họ. Ngay cả một loại nước hoa được cho là "Single Floral (từ một loài hoa)" cũng sẽ có các sắc thái nhẹ của các loại hương thơm khác. Hầu như không có bất kỳ loại nước hoa đơn nhất nào thực sự chỉ bao gồm một chất thơm duy nhất.
Phân loại họ mùi là một nơi khởi đầu để mô tả một loại nước hoa nhưng không hoàn toàn mô tả hết đặc điểm của nó.

#### Truyền thống

Opium của YSL, thuộc lớp hương hổ phách hoặc phương Đông

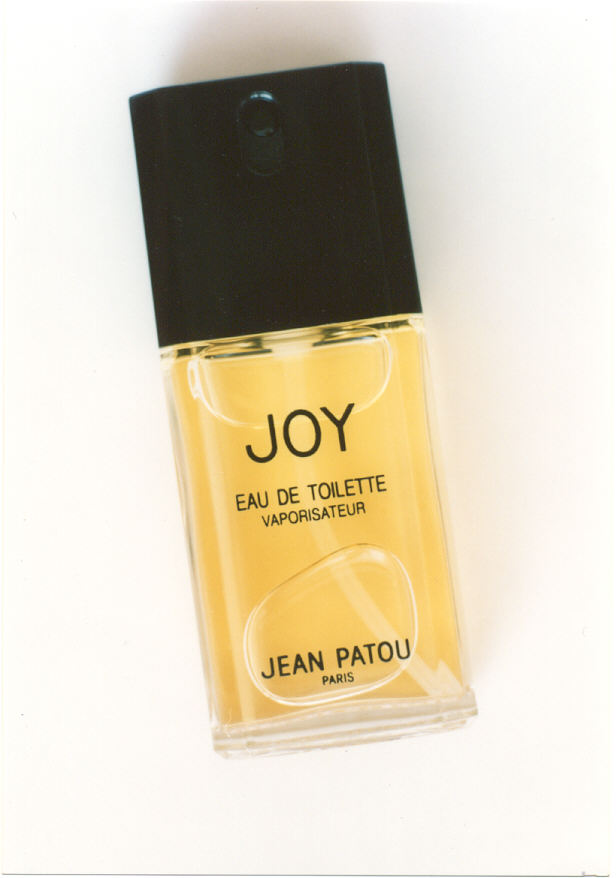
Một chai Joy với hương hoa phảng phất từ Jean Patou

Chanel Nº 5

Các danh mục truyền thống xuất hiện vào khoảng năm 1900:
- Single Floral: Hương thơm chủ đạo bởi một loài hoa cụ thể; trong tiếng Pháp được gọi là soliflore. Ví dụ: Sa Majeste La Rose của Serge Lutens.)
- Floral Bouquet: Là sự kết hợp của một số hương hoa. Ví dụ: Quelques Fleurs của Houbigant, Joy của Jean Patou.
- Amber hoặc "Oriental": Loại lớn có mùi hương ngọt ngào, hơi động vật của long diên hương hoặc labdanum, thường được kết hợp với vani, đậu tonka, hoa và gỗ. Có thể được tăng cường bởi các loại dầu hoa và nhựa hương, gợi lên hình ảnh "Phương Đông" thời Victoria. Ví dụ truyền thống: Shalimar của Guerlain, Opium của Yves Saint Laurent, Mademoiselle của Chanel Coco.[32]
- Hương gỗ: Nước hoa chủ yếu là mùi hương gỗ, điển hình là gỗ trầm hương, gỗ đàn hương, gỗ tuyết tùng và cỏ hương bài. Cây hoắc hương với mùi Long não thường được tìm thấy trong các loại nước hoa này. Ví dụ truyền thống: Maderas De Oriente của Myrurgia, Bois des Îles của Chanel. Hiện đại: Rumba của Balenciaga.
- Da thuộc: Một họ nước hoa có mật ong, thuốc lá, gỗ và hắc ín gỗ ở hương giữa hoặc hương cuối và mùi hương ám chỉ da thuộc. Ví dụ truyền thống: Bandit của Robert Piguet, Jolie Madame của Pierre Balmain.
- Chypre (IPA: [ʃipʁ]): Có nghĩa là Síp trong tiếng Pháp, nó bao gồm các loại hương được tạo thành từ cam bergamot, rêu sồi và labdanum. Được đặt theo tên của Chypre của François Coty (1917). Ví dụ hiện đại: Mitsouko của Guerlain.
- Fougère (IPA: [fu.ʒɛʁ]): Có nghĩa là cây dương xỉ trong tiếng Pháp, được xây dựng dựa trên hoa oải hương, coumarin và rêu sồi với hương thơm sắc nét của cây cỏ và gỗ. Được đặt tên cho Fougère Royale của Houbigant, nhiều loại nước hoa dành cho nam giới thuộc họ này. Ví dụ hiện đại: Brut của Fabergé, Drakkar Noir của Guy Laroche, Douro của Penhaligon's.

#### Hiện đại
Kể từ năm 1945, các danh mục mới đã xuất hiện để mô tả mùi hương hiện đại, do những tiến bộ lớn trong công nghệ thiết kế và tổng hợp hợp chất, cũng như sự phát triển tự nhiên của phong cách và thị hiếu:
- Bright Floral: Kết hợp các loại truyền thống của Single Floral & Floral Bouquet. Ví dụ:  Beautiful  của Estée Lauder.
- Green: Giải thích nhẹ nhàng hơn, hiện đại hơn về loại Chypre, với cỏ cắt rõ rệt, lá xanh nghiền nát và mùi hương giống dưa chuột. Ví dụ:  Aliage  của Estée Lauder,  Eau de Campagne  của Sisley,  Eternity  của Calvin Klein.
- Aquatic, Oceanic, Ozonic: Loại mới nhất, xuất hiện lần đầu vào năm 1988 là  Cool Water  của Davidoff (1988),  Dune  của Christian Dior (1991). Một mùi tươi mát gợi nhớ đến đại dương, dẫn đến nhiều loại nước hoa lưỡng tính. Nói chung chứa calone, một chất tổng hợp được phát hiện vào năm 1966 hoặc các chất tổng hợp gần đây hơn. Cũng được sử dụng để làm nổi bật các loại nước hoa hương hoa, hương vị phương Đông và hương gỗ.
- Citrus: Một họ hương lâu đời mà cho đến gần đây chủ yếu là eau de colognes "làm tươi" do tính dễ bay hơi của hương cam quýt. Việc phát triển các hợp chất tạo mùi thơm mới hơn đã cho phép tạo ra các loại nước hoa hương cam quýt bền bỉ hơn. Ví dụ:  Quercus  của Penhaligon's.
- Fruity: Các loại trái cây khác ngoài cam quýt như đào, cassis (nho đen), xoài, chanh dây và các loại khác. Ví dụ:  Botrytis  của Ginestet.
- Gourmand (tiếng Pháp: [ɡuʁmɑ̃]): Mùi hương "có thể ăn được" hoặc "giống như món tráng miệng" thường chứa vani, đậu tonka và coumarin cũng như các thành phần tổng hợp được thiết kế giống với hương vị thực phẩm. Ví dụ: Angel của Thierry Mugler.

#### Bánh xe hương thơm
Phương pháp phân loại mới này được sử dụng rộng rãi trong ngành bán lẻ và ngành công nghiệp nước hoa, được tạo ra vào năm 1983 bởi nhà tư vấn nước hoa Michael Edwards. Lược đồ mới đơn giản hóa việc phân loại và đặt tên cũng như hiển thị mối quan hệ giữa các cấp độ.
Năm họ chính là Floral (Hoa), Oriental (phương Đông), Woody (Gỗ), Aromatic Fougère (Fougère thơm) và Fresh (Tươi), bốn họ đầu tiên từ thuật ngữ cổ điển và họ cuối cùng thuộc loại đại dương hiện đại. Mỗi loại được chia thành các nhóm con và sắp xếp xung quanh một bánh xe. Theo cách chia này, Chanel No.5, theo truyền thống được phân loại là hương hoa aldehyde, được xếp vào nhóm phụ Soft Floral, mùi hương hổ phách nằm trong nhóm Oriental. Nước hoa Chypre mơ hồ hơn, có mối liên hệ với cả hai họ Phương Đông và Gỗ. Chẳng hạn như Mitsouko của Guerlain thuộc Mossy Woods nhưng Rouge của Hermès, một loại chypre nhiều hoa hơn thuộc Floral Oriental.

### Thực vật

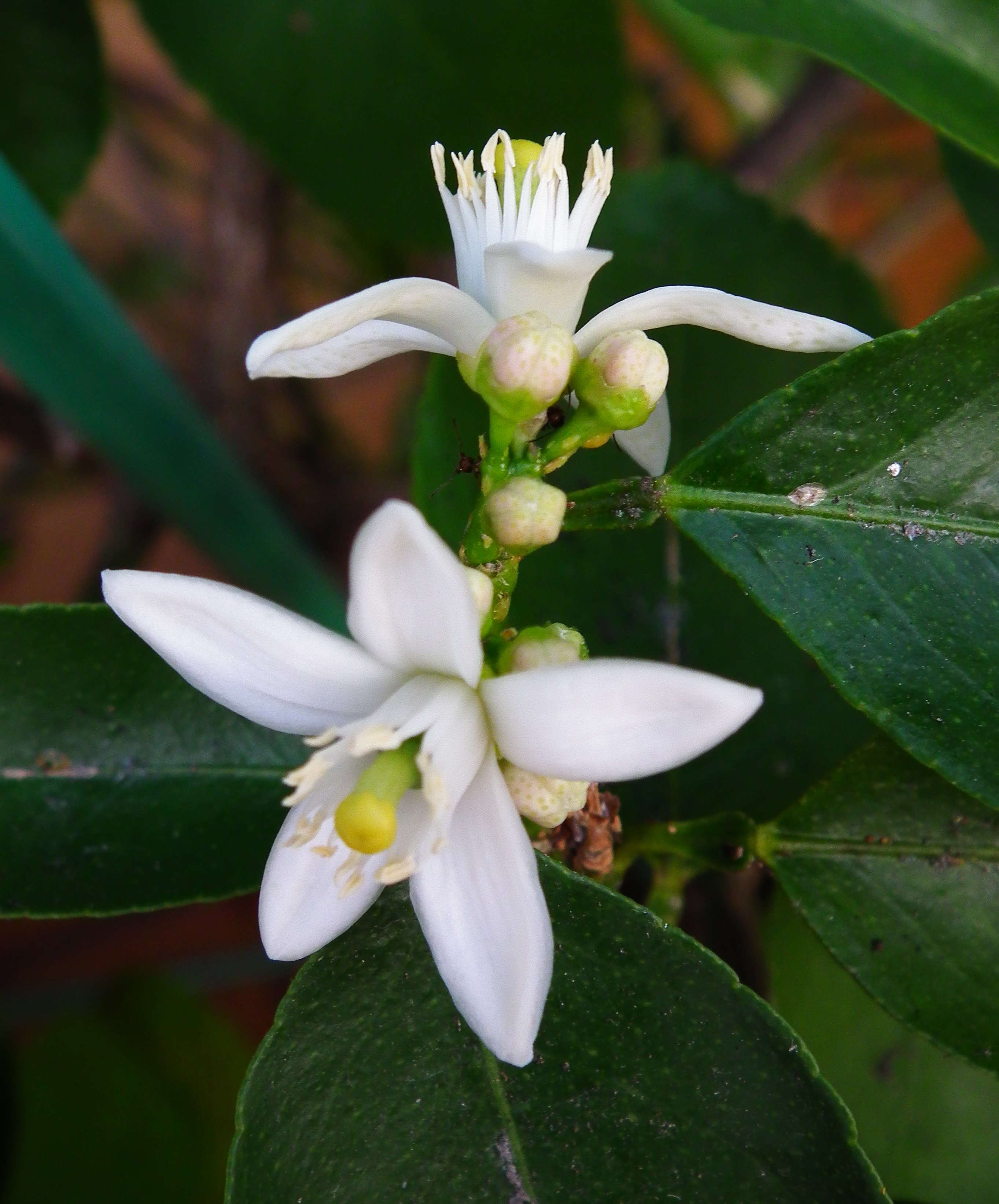
Hoa cây cam quýt

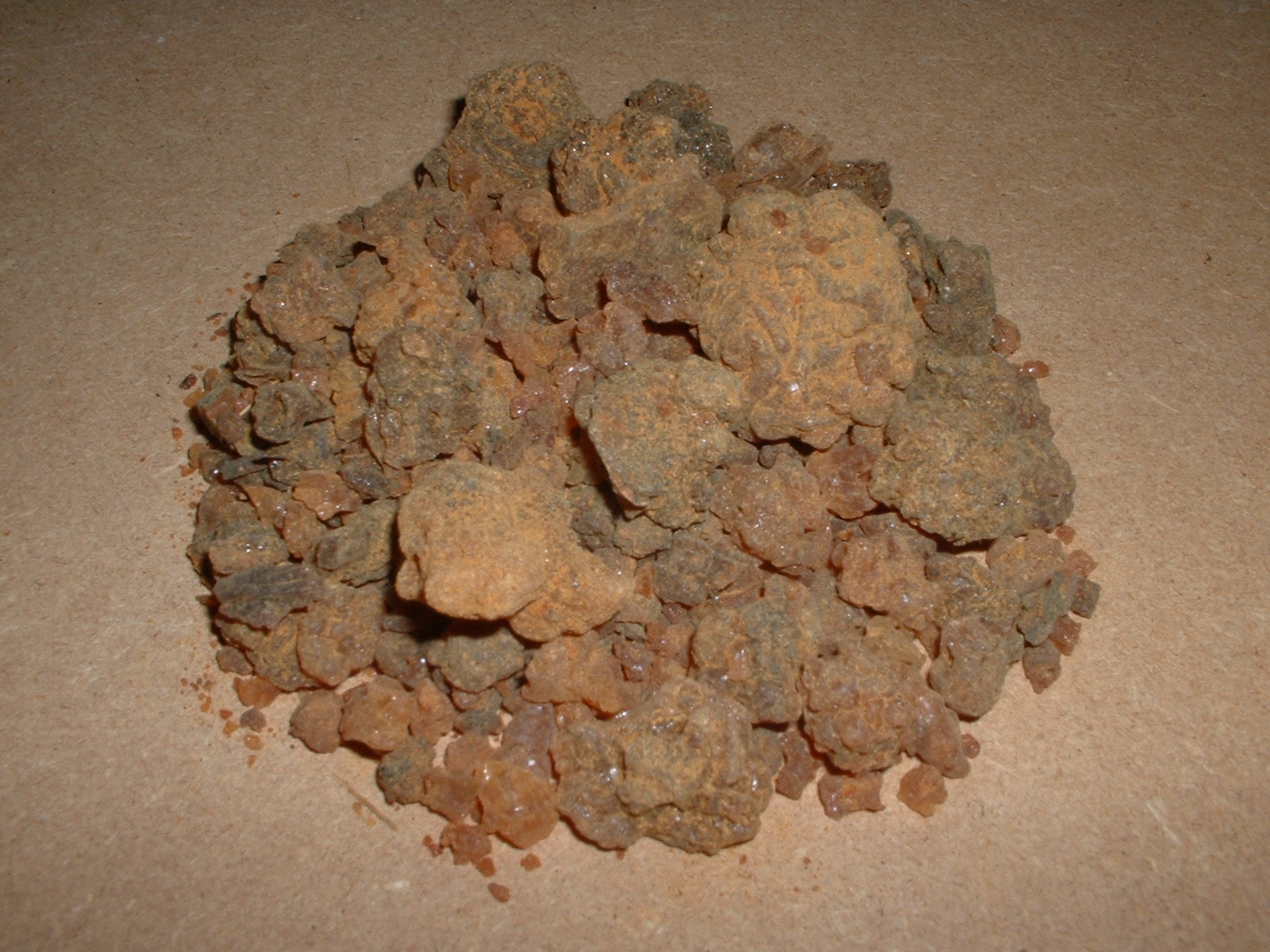
Nhựa trong nước hoa có một dược

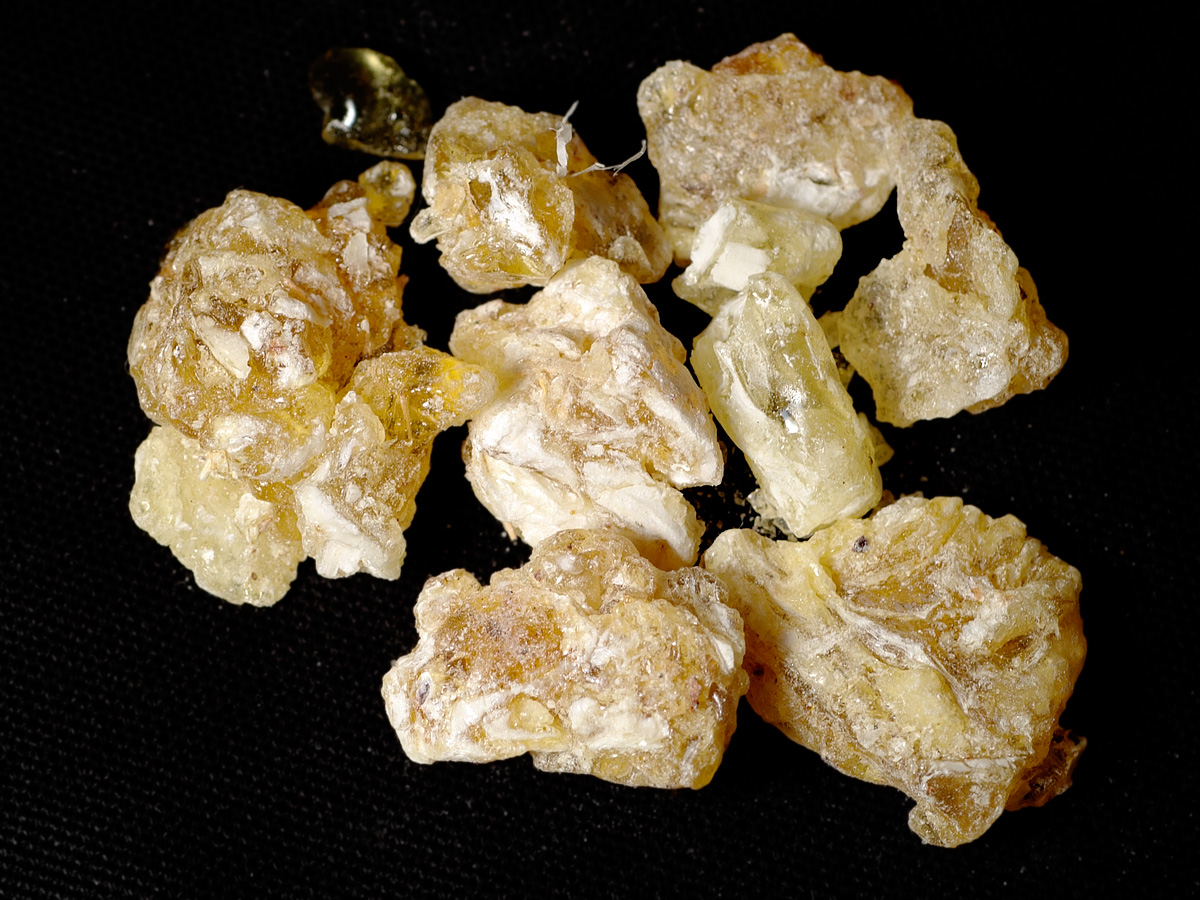
Nhũ hương

### Động vật

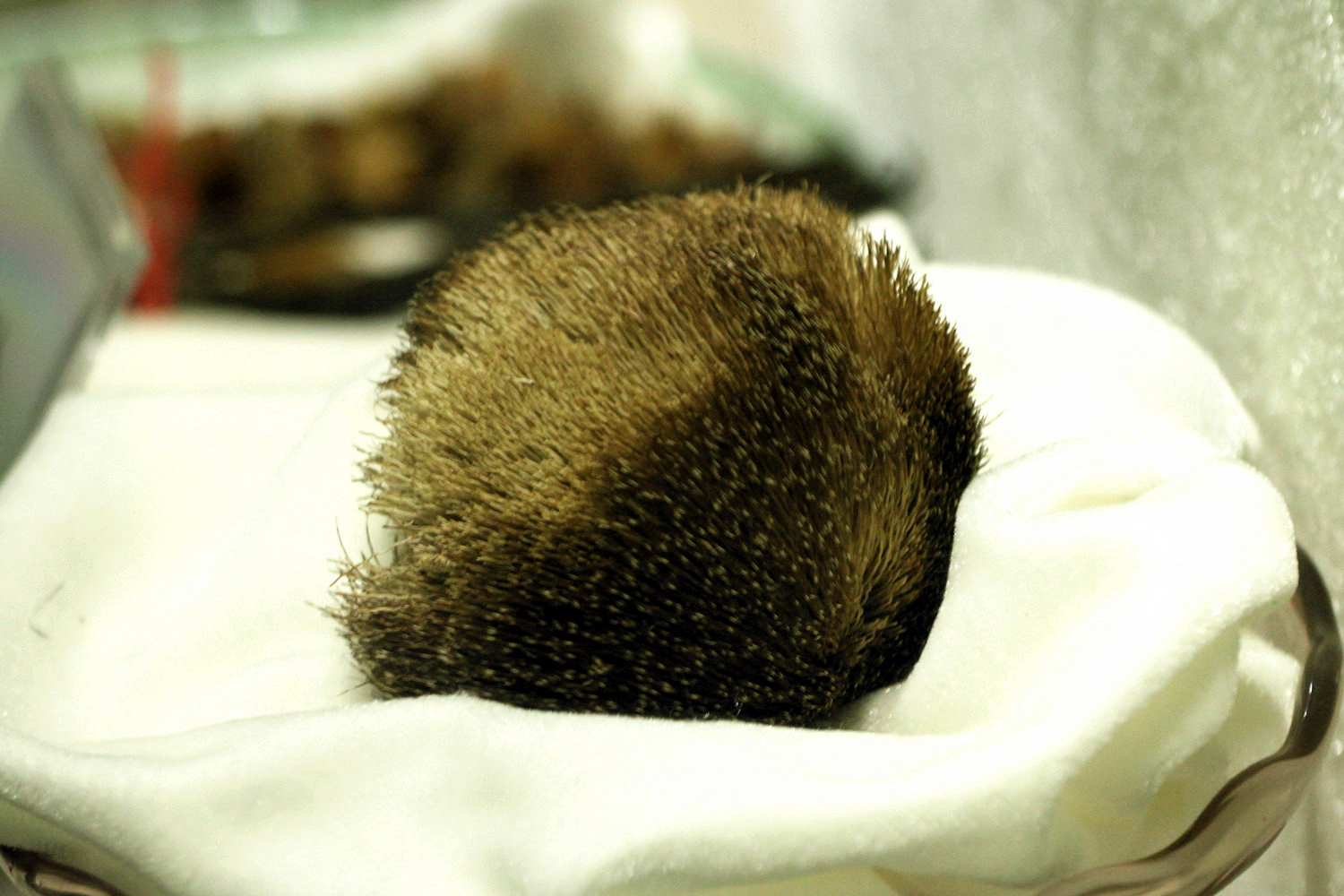
Tuyến xạ hương. Việc săn bắt rộng rãi hươu xạ đực để lấy tuyến của chúng gần đây đã gây phương hại cho loài này.

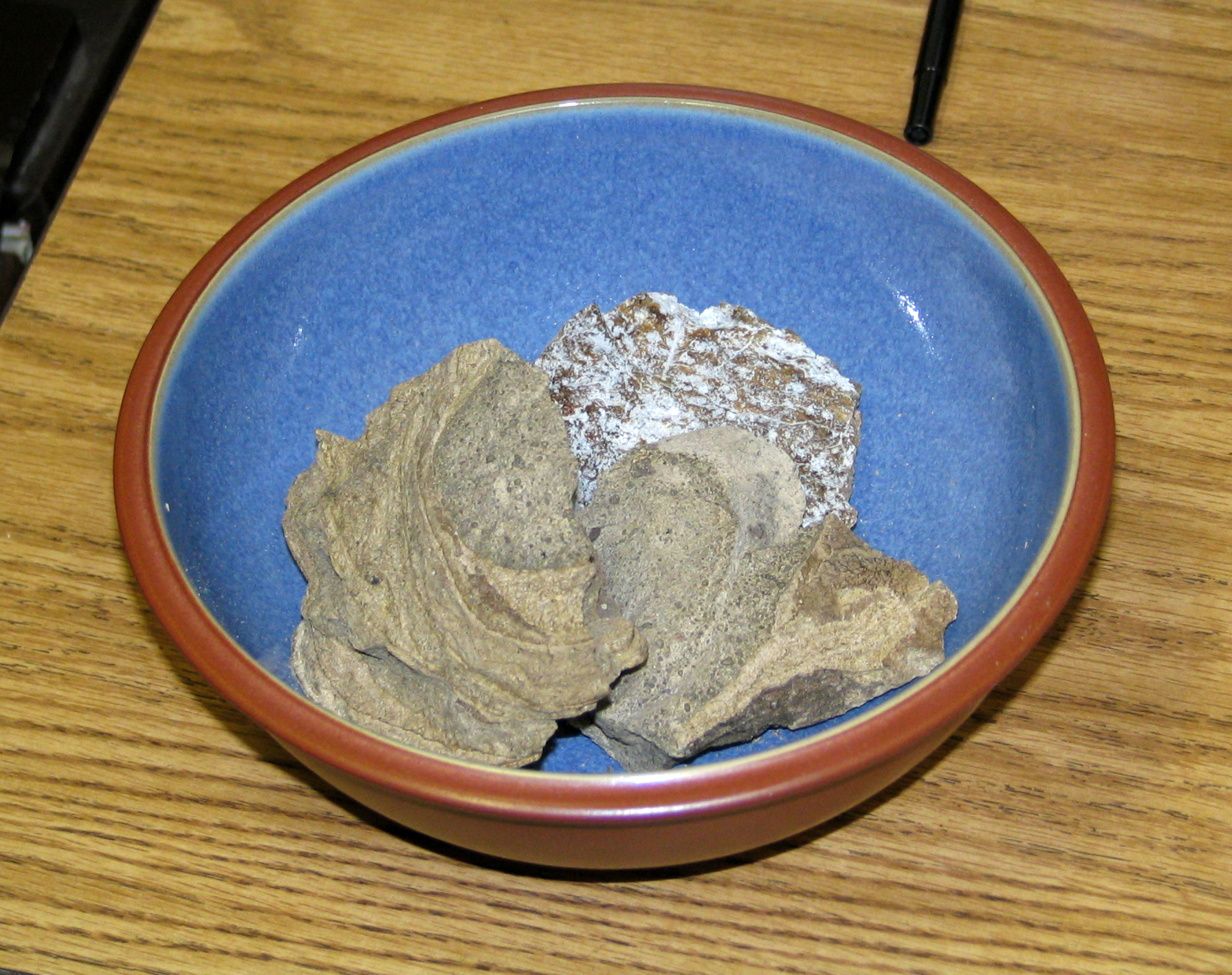
Long diên hương

## Thu thập chất tạo mùi tự nhiên

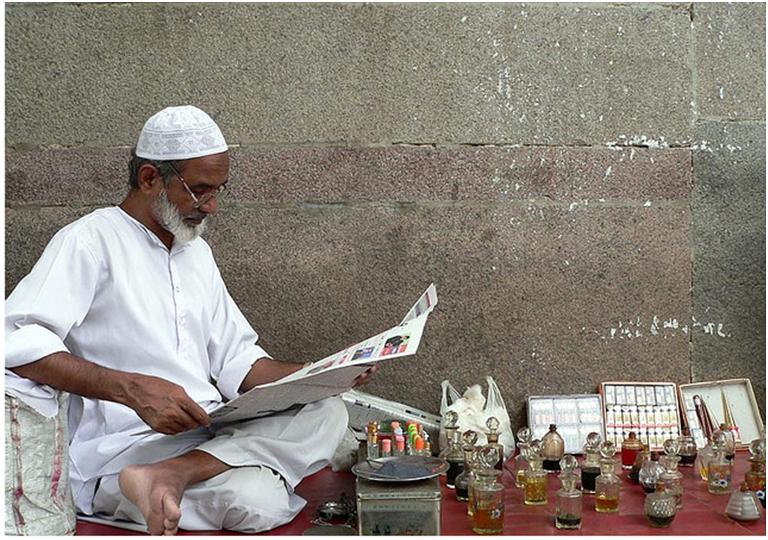
Người bán rong Itar (nước hoa thảo mộc) trên đường phố Hyderabad, Ấn Độ, người có thể tạo ra một loại nước hoa nguyên bản cho khách hàng

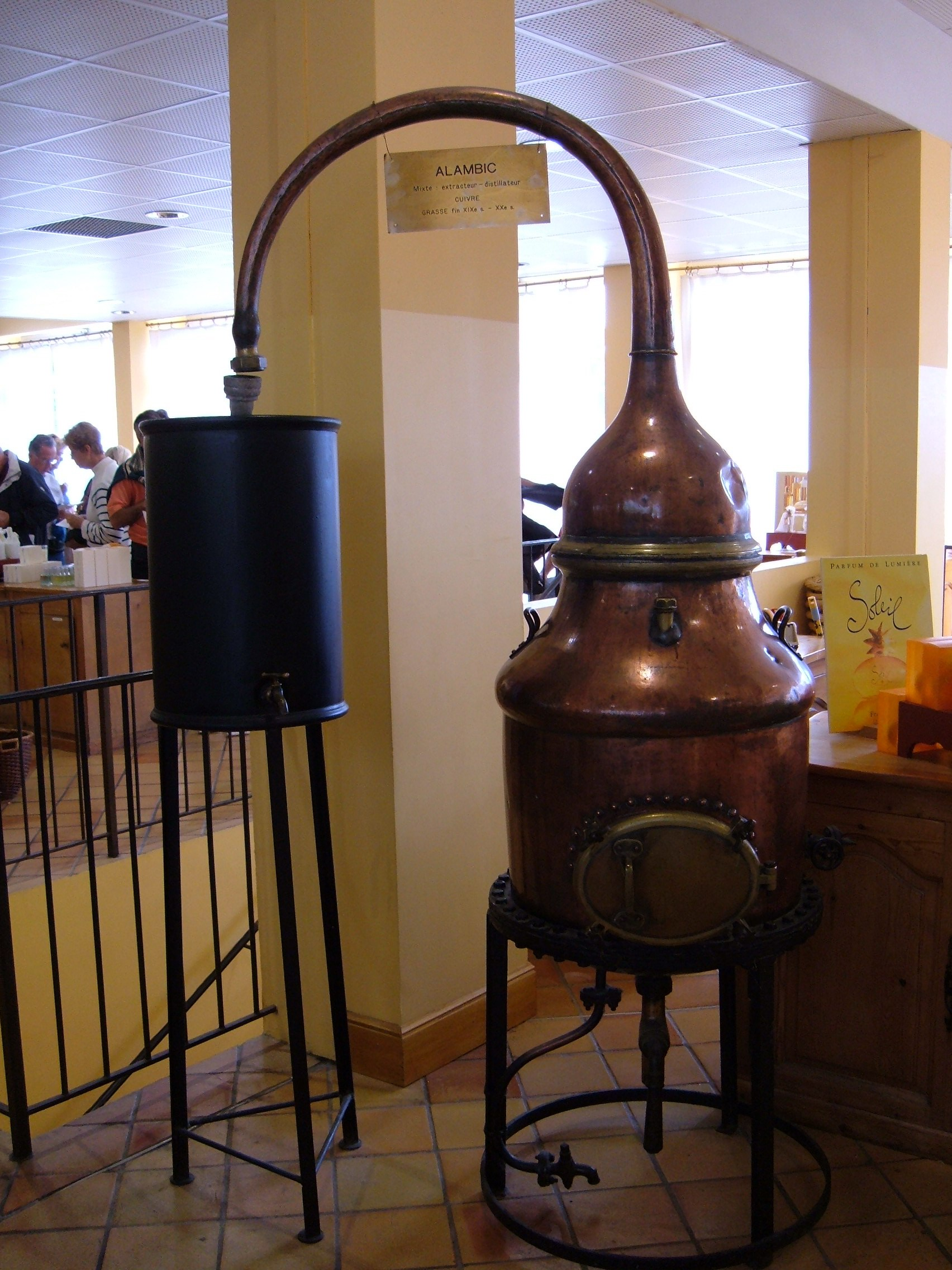
Một dụng cụ chưng cất nước hoa cổ được trưng bày tại Fragonard

## Các loại dịch chiết thơm

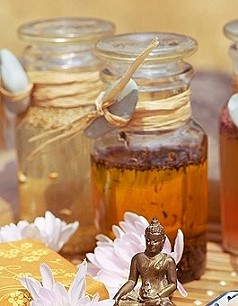
Cồn thuốc hoắc hương Ấn Độ

## Sáng tạo nước hoa

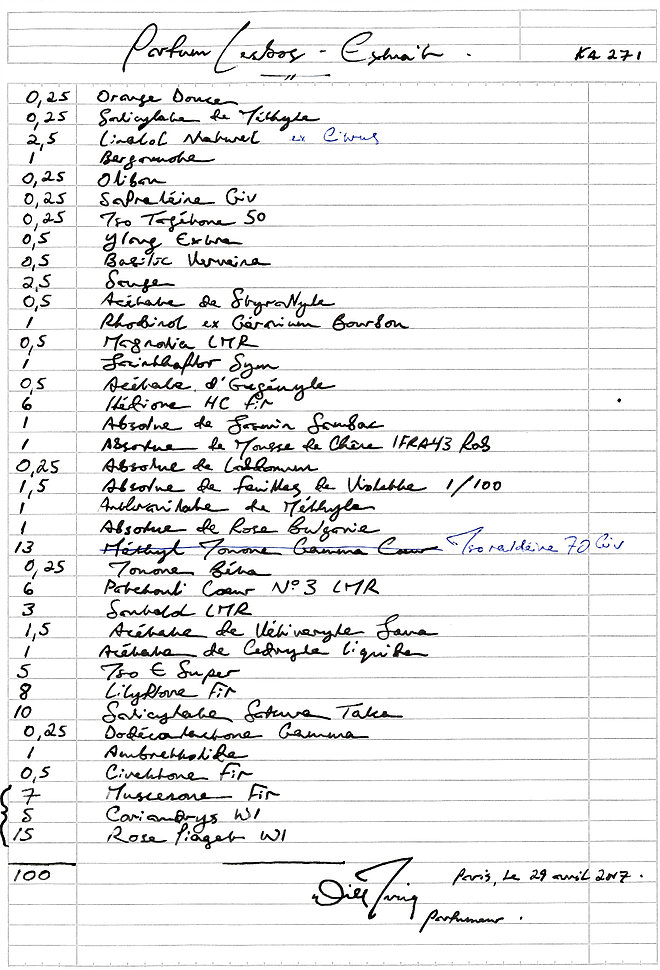
Công thức nước hoa

### Nhà pha chế nước hoa

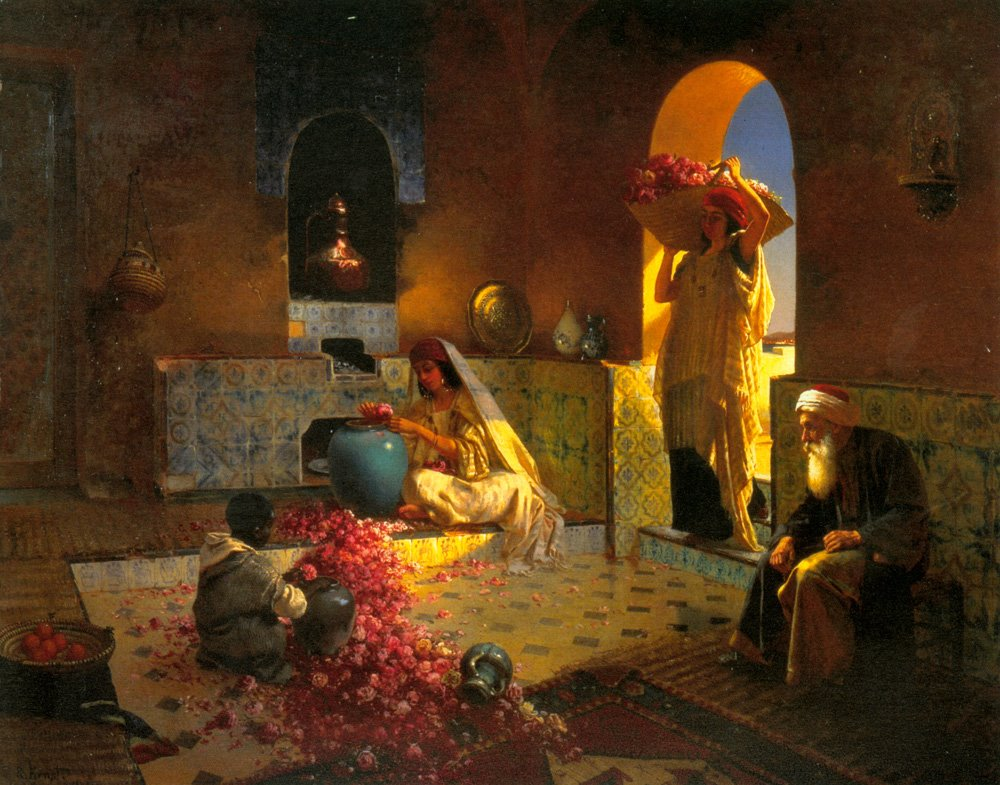
Người làm nước hoa, tranh của Rodolphe Ernst

### Kỹ thuật

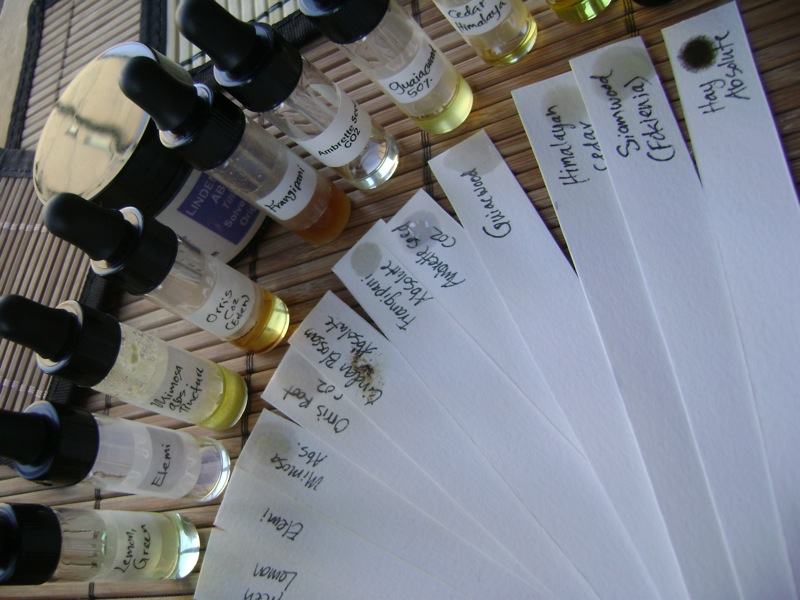
Giấy thấm (fr: mouillettes) thường được các nhà sản xuất nước hoa sử dụng để lấy mẫu và ngửi nước hoa và chất tạo mùi.

#### Nền hương

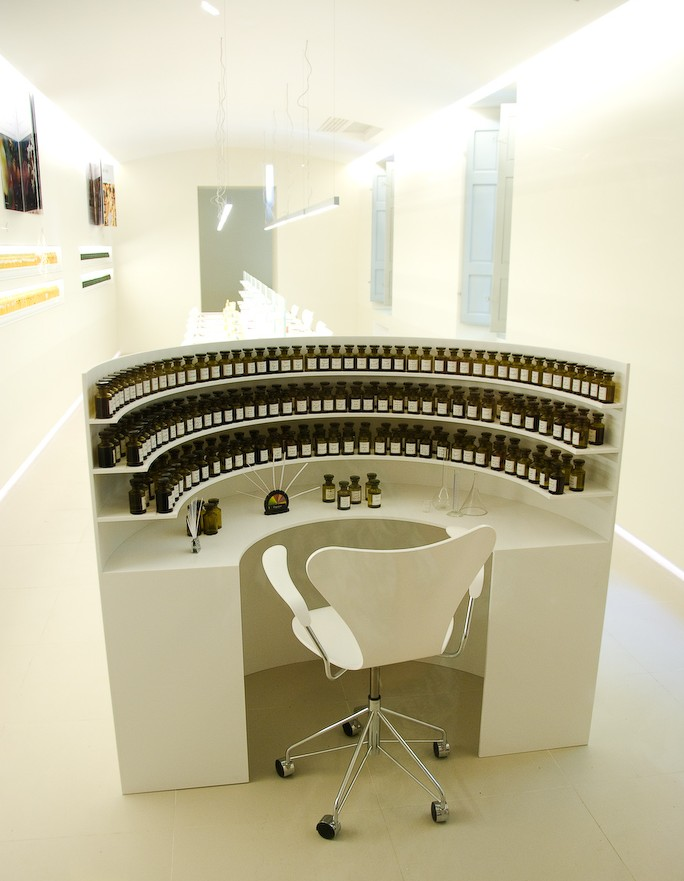
"Cơ quan nước hoa", nơi các nhà chế tạo nước hoa chơi đùa với hàng trăm loại tinh chất, ở Grasse

### Bản quyền

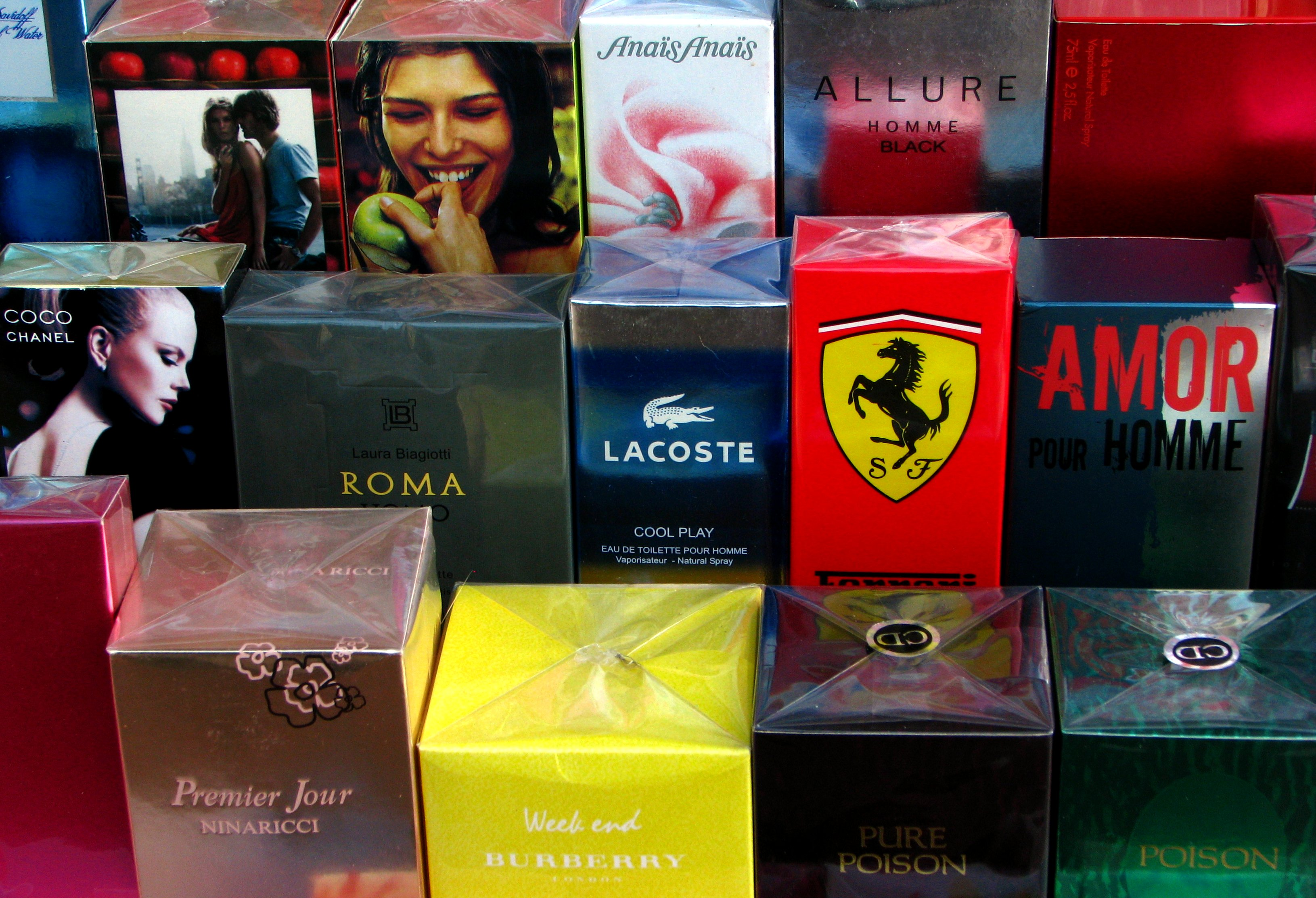
Một nhóm nước hoa nhái (trong một cửa hàng "kiosk")